# 西安事变
西安事变是第一次国共内战末期的一場軍事政變。1936年12月12日，時任西北剿匪总司令部副總司令的东北军將領張學良、時任國民革命軍第十七路軍總指揮的西北军將領楊虎城在西安发动“兵谏”，扣押國民政府軍事委員會委員長兼行政院院长蔣介石，要求蒋介石立即抗日，停止「剿共」。

## 背景

### 国民政府之動向
1932年2月3日，蔣抵洛陽，會商對日抗戰計劃，2月5日由洛陽往鄭州，行經黑石關以東至汜水之間，觀察地形:126。
為遏止日本勢力擴張，取得蘇聯政府援助，蔣採納宋子文、孔祥熙等意見，於1932年底恢復中蘇邦交:46-47。
1933年3月6日，蔣由漢口乘車北上，3月7日到鄭州；3月8日抵達石家莊；3月9日到保定；3月25日，蔣才乘機離開:357。

#### 绥远抗战

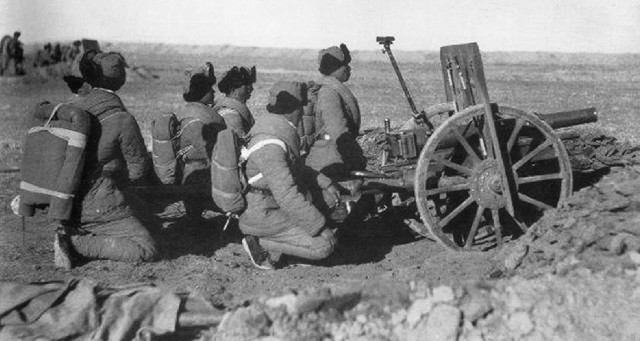
1936年11月，傅作義部在綏遠戰鬥

1934年11月7日，蔣在綏遠會見榮王、德王、潘王等蒙人與黨政人員，並對各主席和邊外將領指導一切:366。1936年11月，傅作义反对日本主张的“内蒙古自治”，11月率部抵抗关东军指使的王英“大汉义军”和德王、李守信所部的西犯，夺回百灵庙、锡拉木楞庙等地，肃清绥远境内亲日军队，挫败日军入侵绥远的企图:502。11月2日，蔣視察洛陽橋工程，11月12日遊少林寺。張、楊在西安組織抗日援綏軍第一軍團:507。

### 国共内战
蔣把打通同中國共產黨關係交給陳立夫負責；陳立夫交代親信曾養甫（廣州市長，曾任鐵道部次長）物色，曾於1935年11月找到諶小岑（鐵道部勞工科長，曾在天津參加「五四運動」，同周恩來、鄧穎超有來往）接受任務，通過湖南同鄉、歷史學家翦伯贊，約北平中國大學教授呂振羽到南京同曾養甫見面:47。呂振羽同北平地下黨市委宣傳部長、湖南人周小舟有聯繫，參加抗日統戰活動；經北平市委批准，呂振羽於1935年11月底到南京開始同曾養甫會談:47。1935年12月，蔣要駐蘇聯武官鄧文儀向中國共產黨駐共產國際負責人王明（陳紹禹）要求國共兩黨談判；王明表示，談判以在中國國內為好，並指定將由蘇聯回國之潘漢年和中國國民黨聯繫；潘漢年在莫斯科同鄧文儀會面後離開莫斯科回國:47。美國國務卿科德尔·赫尔發表文告，稱美國對於日本策劃「華北自治運動」不能熟視無睹:46。1936年春，蔣曾秘密派陳立夫、張沖到歐洲:47；潘漢年從莫斯科到上海，在上海、南京同中國國民黨代表張沖會談後，經西安劉鼎之秘密交通線於8月8日來到保安，向中共中央傳達共產國際指示，以及他在上海、南京同張沖、曾養甫談判之情況:50。
宋慶齡同共產國際有聯繫，擁護共產國際七次代表大會關於組織國際反法西斯統一戰線和中共《八一宣言》，從宋子文、孔祥熙那裡聽到消息蔣要找共產黨談判；1936年1月，宋慶齡請董健吾（中共秘密黨員，對外身份是牧師）面談，交給他由孔祥熙簽名委董為「西北經濟專員」之委任狀，要他將一封密信送到陝北面交毛澤東、周恩來，董報告上海地下黨後，地下黨介紹張子華同行；到西安後，請求張學良批准他們進入蘇區，張學良知道南京意圖後，更放心同中共聯絡:48。3月，中共北方局又派周小舟到南京和曾養甫談判；諶小岑又經過左恭在南京工作，找到上海地下黨關係，張子華以中共長江局代表名義到南京同曾養甫會談:47。張子華4月離開瓦窰堡，5月和8月又來往兩次，又奉中共中央命於9月20日到達廣州，和曾養甫會談；10月15日，蘇維埃中央政府和紅軍軍事委員會單方面發布停戰令，紅軍一切部隊停止對國軍攻擊:52-53。

### 张学良和东北军

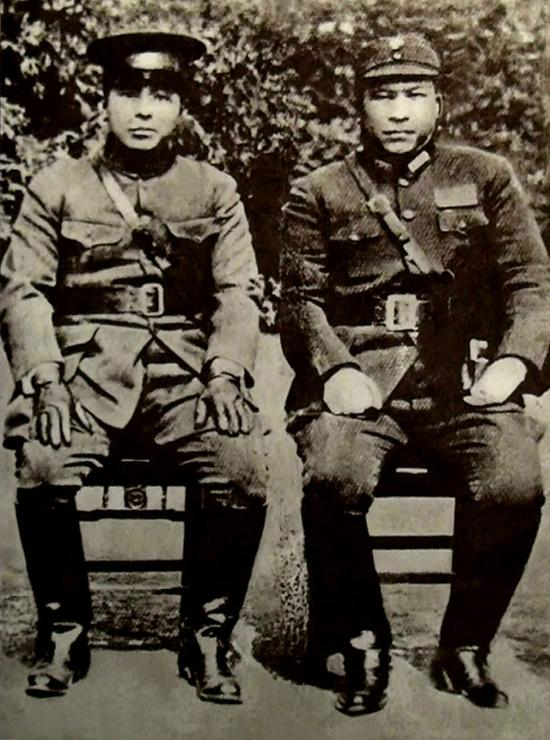
西安事变前（1936年1月）的张学良和杨虎城

1935年秋，東北軍調入西北，在剿共戰役中損兵折將:57。1935年9月20日，蒋在西安设立「西北剿匪总司令部」，統帥陝、甘、寧、青四省軍隊「圍剿」在西北之紅軍:557。蔣再次推張到「剿共」第一線，擔任西北剿匪總司令部副總司令，代行蔣之總司令職務:557。到西北後，張統轄军隊除調到陕甘近20萬東北軍外，還有西安綏靖公署主任、十七路軍總指揮楊3萬人，寧夏馬鴻逵部2萬人，青海馬步芳部約萬餘人:557。
1935年10月1日，紅二十五軍在勞山伏擊南下之東北軍，歼灭王以哲之國民革命軍第六十七軍第一一〇师2个团和师部，师长何立中战死:557。張指揮东北军會同陕、甘、寧、晉、綏等省武裝，對陝甘紅軍第三次「圍剿」:557。10月25日，東北軍第一〇七师在鄜縣榆林橋與紅十五軍團遭遇，經5小時激戰，東北軍死傷300餘人，被俘1,800餘人（包括团长高福源）:557。至此，紅軍分割王以哲之第六十七軍在洛川、甘泉、膚施:557。
1935年11月13日，中國共產黨發表《為抗日救國告全體同胞書》（八一宣言），稱張為「不抵抗將軍賣國賊」、「日本帝國主義忠實的走狗」:880。12月，張在南京開完會後，曾到上海找東北義勇軍將領李杜，提出要找中共負責人聯繫，又找杜重遠商談抗日救國之道；中共中央認為經過努力，是可以爭取張和東北軍參加抗日民族統一戰線:14。李杜和宋慶齡有聯繫，提出過此事，宋慶齡知道劉鼎住在國際友人路易·艾黎家中，她對剛到過瓦窰堡同中央聯繫之地下黨員董健吾説，艾黎家中就住了一個共產黨員，可介紹他到張那裡去工作；董健吾見了劉鼎，告訴他到張急於找共產黨之關係，共商抗日救國大計，希望他能去西安見張；劉鼎經過考慮後表示同意，並在上海做許多準備工作，認真研究《八一宣言》和統一戰線之文件，調查張歷史、為人處事之特點:19。
1936年1月初，在榆林戰役中被俘之東北軍第一〇七師第六一九團團長高福源回到王以哲軍部駐地洛川；王以哲聽了高福源報告，立即表示接受中共主張並秘密報告張:14。1月初，張剛從上海回到西安，正急於找到中國共產黨；他得到電報後就飛到洛川會見高福源:15。2月26日，張原來打算親自參加會談，因臨時去南京，就由王以哲和參謀長趙鎮藩先談局部合作問題，重大問題由他回來談:16。經過兩天談判後，於2月28日達成幾條口頭協議，主要內容是：一、為一致抗日，紅軍與六十七軍互不侵犯，各守原防；二、恢復六十七軍在膚施、甘泉兩城六十七軍部隊所需糧、柴進城出售，恢復正常通商關係；四、恢復紅白兩地區通商，雙方有保護對方採購人員安全之責；五、紅軍同意被困在甘泉城內之部隊換防:17。
3月2日，張由南京回到西安，當日即親自駕機飛到洛川和李克農會談；會談一開始，張即表示已聽過王以哲、趙鎮藩之報告，完全贊同雙方之口頭協議，並希望全面合作；接着他請李克農先談中國共產黨對時局之看法:17。張同意共產黨建立聯合政府、抗日聯軍和停止內戰、一致抗日之主張，但他提出幾個問題：一、為什麼抗日民族統一戰線不包括蔣介石在內？他認為國家之主要力量都掌握在蔣介石手中，蔣有抗日之可能，抗日必須聯蔣；二、抗日如何能取得勝利？三、如何取得蘇聯援助？四、紅軍東征抗日應取道寧夏、綏遠、察哈爾，不應取道山西:17-18。雙方商定：一、和蘇聯聯繫，雙方可各派代表，赴蘇路線，張學良答應他可與新疆之盛世才商量；二、中共派一代表常駐西安，以便保持聯繫，由張給以名義掩護；最後，張提出，為了進一步商談抗日救國大計，請毛澤東或周恩來親自來一次，地點在膚施，具體時間由中共方面定；李克農表示，立即向中央報告:18。李杜從董健吾處了解情況後，打電報給張：「尋找的朋友已經找到了」；張很高興，即派高級參謀趙毅到上海把劉鼎接到西安，秘密住在金家巷張學良公館之東樓內:19。
張、楊在西安組織抗日援綏軍第一軍團:507。東北軍第六十七軍軍長王以哲已秘密加入中共，幾乎天天把中央軍胡宗南等部進剿路線、行止時間電告彭德懷:60；11月21日，红军在山城堡取得消滅胡宗南一個多旅之勝利:54。11月27日，张給蒋一份「请缨抗敌書」，遭到蒋拒绝:574。

### 楊虎城和西北軍
1933年5月，楊和第十七師師長孫蔚如，曾派參謀武志平（中共秘密黨員）到川陝蘇區與紅四方面軍商談訂立「巴山為界，互不侵犯，共同反蔣抗日」之密約；雙方根據這一密約，互不侵犯達兩年之久:39。
1935年12月上旬，中共中央派汪鋒攜毛澤東親筆信到西安與楊商談合作；中旬，楊和汪談話，雙方確定聯合抗日之原則；下旬，北方局派負責人王世英到西安，與楊反覆商談後，達成合作抗日協議:39。

### 陳濟棠和李宗仁、白崇禧
還在江西蘇區時代，紅軍就和陳濟棠有過秘密關係，主要是互不侵犯防區和通商貿易；長征中紅軍代表潘漢年、何長工曾與陳濟棠秘密談判，達成讓紅軍借路西進之協議:43。1936年6月两广事件其間，劉湘同張、楊之間有信使往來，同意逼蔣抗日方針，並曾表示願與西北共同行動；此時，中共黨中央經過上海地下黨派張曙時等到四川統戰上層，聯繫劉湘:44-45。中國共產黨中央電令川康地區紅二、四方面軍北上配合新政局：「時局已有新變化，即實行國防政府與抗日聯軍的組織。西北國防政府已有迅速組織的必要，我們將以西北的發動來配合兩廣的行動。」:887西安事變後，劉湘通電表示贊成張、楊主張抗日救國，希望和平解決，反對武力討伐；山東韓復榘、寧夏馬鴻逵、馬鴻賓等，經過中共黨中央和北方局派人或通過間接關係表達停止內戰、一致抗日主張後，都願意建立秘密關係；1936年8月，宋哲元派劉子青到西安，同中共黨建立聯繫；至1936年下半年以後，盛世才經過張學良疏通，同中共黨建立統戰關係，又聯繫中共黨同蘇聯和共產國際:45。楊提議張、楊兩軍起而響應，中國共產黨更是一再催促，張借開會之機赴京察看形勢，終以兩廣發生變化、東北軍內部改造遠未完成而作罷:58。中共北方局聯絡局王世英，和李宗仁派在天津之代表劉仲容父親有統戰關係，並可利用他們電台發報；1936年8月底，李宗仁、李濟深之代表錢壽康經西安到達保安，要求與中共訂立抗日救國協定；中央表示同意，協定經過修改後，由錢壽康帶回廣西；西安事變發生後，李宗仁、白崇禧、李濟深通電表示支持:43。
由於兩廣事變和平解決，使中國避免新內戰，符合全國人民團結抗日之願望，順應國內「停止內戰，一致抗日」之形勢:488。

### 八一宣言、瓦窰堡會議與一二九運動
1935年7月至8月期間，共產國際在莫斯科召開第七次全國代表大會:421。8月1日，中国共产党驻共产国际代表团根据会议精神，以中华苏维埃政府和中共中央名义起草《为抗日救国告全体同胞书》（通称「八一宣言」），不久公开发表:421。宣言呼吁“停止内战”、“抗日救国”。
1935年11月28日，中國共產黨發表《抗日救國宣言》，鄭重提出：不論任何政治派別……只要他們願意抗日反蔣者……願意同他們訂立抗日反蔣的作戰協定:581。
1935年12月17日，中国共产党得到第三國際統一戰線保衛蘇聯之指示，並在瓦窑堡会议确立抗日民族统一战线政策:423。

### 洛川會談
1936年1月19日，李克農在高福源引導下，到洛川同張、王以哲會談；張表示願意為成立國防政府奔走:15。1月，在第一次洛川會談，中國共產黨已得知張「同意抗日，但不同意討蔣」:426。1月25日，中共方面以毛泽东、周恩来、彭德怀等名義发表《红军为愿意同东北军联合抗日致东北军全体将士书》，肯定東北軍大多數是愛國，「是願意打日本帝國主義的」:4。中國共產黨重視宣傳，在1月25日向在東北軍公開信中成功挑撥東北軍與中央的關係:24。
1936年2月初，中央再次派李克農到洛川談判；2月10日，周指示李克農按照瓦窰堡會議精神，先談局部合作抗日和通商問題:15。2月20日，周在瓦窰堡接到中央及軍委從東征前線發給李克農之訓令，指出張同意抗日，願意和他們訂立互不侵犯協定，但不同意討蔣；不反對國防政府、抗日聯軍口號，但不同意馬上實行:15-16。2月21日，李克農一行在高福源陪同下，由瓦窰堡出發，於2月25日到達洛川:16。2月26日至2月28日，李克農與王以哲、趙鎮藩磋商紅軍與東北軍第六十七軍之間合作抗日問題，達成口頭協議，主要為：互不侵犯，各守原防；紅軍同意恢復第六十七軍在鄜縣、甘泉、延安之交通運輸及經濟通商；延安、甘泉城內第六十七軍人員所需糧草，可向當地蘇區群眾購買，紅軍予以便利；雙方給予對方採購人員以保護:2。
1936年3月，張到洛川與李克農會談，對其他問題談得很順利，很快取得一致意見；唯獨在對蔣態度問題上雙方意見相左，誰也沒有說服誰:426。李克農一一作回答，但在聯合蔣和進軍路線上沒有取得一致意見；李克農表示：「張將軍的意見，我們可以向黨中央報告。」:18當時，毛澤東、彭德懷、張聞天等駐在山西石樓城指揮紅軍東征，周和博古、鄧發由瓦窰堡趕到石樓；3月16日，李克農到石樓向中國共產黨中央滙報洛川會談情況；中央立即決定周為代表到膚施同張談判，李克農也同去:18。3月27日會議上，毛澤東談到與張談判問題時，仍堅持反日與反蔣不可分離:426。3月日，毛、彭、周簽署發表《中國人民抗日紅軍西北軍事委員會為一致抗日告全國民眾書》，提出停止一切內戰，不分紅軍、白軍，聯合抗日；召開全國抗日救國代表會議，組織國防政府、抗日聯軍；要求全國紅軍首先集中河北，阻止日軍前進等項主張:22。
洛川會談結束後，王以哲送給紅軍一批七九步槍，子彈數萬發，並派少校副官王政用汽車送至紅軍防地；經過兩個月之努力，採購許多重要物資，有印鈔機和高級紙張、油墨、無線電器材、醫療器材藥品等；這些物資，都由東北軍用軍用汽車送到洛川，再改用牲口轉運到雙方防地交界處，移交蘇區貿易局運到瓦窰堡；這批物資為蘇區解決許多困難，打破中國國民黨對陝北蘇區之經濟封鎖:18。

### 膚施會談

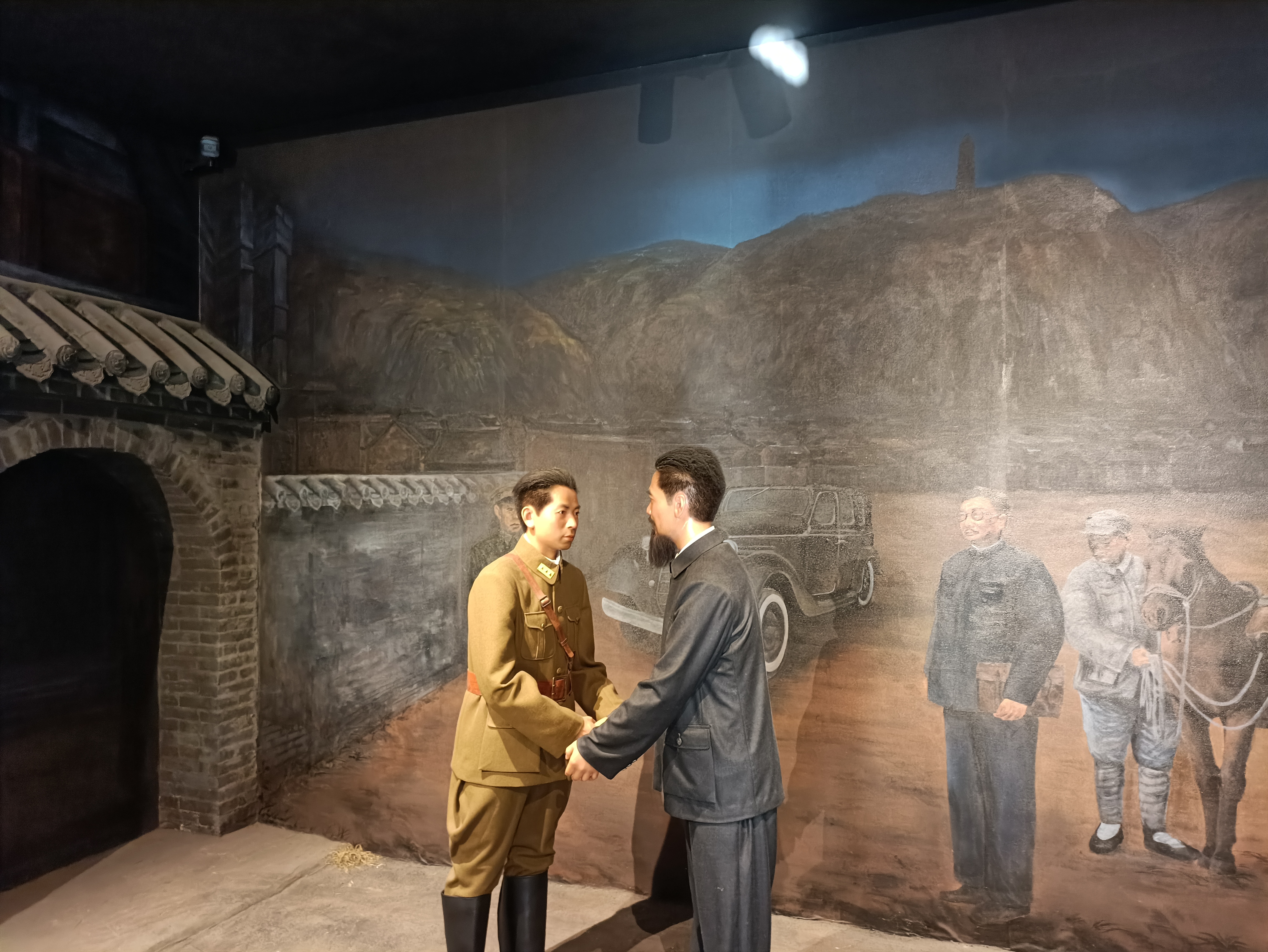
张学良公馆内的肤施会谈场景还原

1936年4月6日，毛、彭聯名致電張，提出：甲、敝方代表周恩來偕李克農於8日赴膚施（今延安），與張學良先生會商救國大計，定7日由瓦窰堡啟程，8日下午6時前到達膚施城東北二十里之川口，以待張學良先生妥為布置；乙、雙方會商之問題，敝方擬定；丙、張先生有何提議，祈預告為盼:22-23。4月9日，周與张在膚施会談:426。周問張：「怎麼張伯苓是你的老師？」；張説：「過去我抽大烟、打嗎啡，是聽了張伯苓勸告後戒除的，因此拜張伯苓為師。」:23張是當時最早接受中國共產黨抗日民族統一戰線主張之中國國民黨將軍，已和紅軍秘密達成停戰、通商等協議:427。4月12日，周、李克農等回到瓦窰堡，劉鼎也同行:24。第二天，留在瓦窰堡之中央負責人立即開會，聽取周在膚施和張會談之報告；會議決定，派劉鼎到張處，任駐東北軍代表，繼續做張和東北軍之工作；李克農與王以哲保持密切關係；鄧發為中央代表經西安、新疆赴蘇聯；在膚施、宜川、洛川、西安等地建立通往白區之交通機關；並決定加緊抗日宣傳工作，爭取東北軍不打紅軍:24-25。周即將在膚施談判和中央會議情況電告在前方之毛、彭；4月14日，毛、彭覆電：「張（學良）楊（虎城）兩部關係由你統一接洽並指導之，以其處置隨時告我們……」:25。4月25日，《中國共產黨中央委員會為創立全國各黨各派的抗日人民陣線宣言》，第一次把中國國民黨列入抗日民族統一陣線行列:427。中共中央認為應該改「反蔣抗日」為「逼蔣抗日」，以爭取中國國民黨之大多數參加抗日，最後迫蔣放棄「攘外必先安內」之政策，參加抗日:25。

### 張逼迫蔣聯共抗日
1936年5月5日，中国人民紅軍革命軍事委員會主席朱德发布《停戰議和一致抗日通電》，把「南京國民政府軍事委員會，全體海陸空軍」和各黨各派並列:25；第一次沒有稱蔣為「賣國賊」，而稱之為「蔣介石氏」、「南京政府諸公」:426。通電稱：「為了保存國防實力，以便利於迅速執行抗日戰爭，為了堅決履行我們屢次向國人宣言停止內戰一致抗日的主張，為了促進蔣介石氏及其部下愛國軍人們的最後覺悟，故雖在山西取得了許多勝利，然仍將人民抗日先鋒軍撤回黃河西岸」:25。
1936年7月2日，洛甫致電王明：「西南發動已20餘日，華北韓復榘、宋哲元醞釀響應，已發出雙方不得內戰的宣言；近日有代表到西安，約張學良共同舉事。」是月初，中國共產黨中央得悉張提出入黨要求後，迅即討論並決定擬許其入黨:58。
1936年8月，從莫斯科返國之潘漢年來到陝北，匯報鄧文儀在莫斯科主動找王明談國共合作抗日:428。8月9日，毛澤東、周等聯名致信張「同志」，詳述東北軍與紅軍聯合起來，以蘭州為中心發動西北大舉之計劃:58。張派部下中共秘密黨員栗又文去新疆，爭取蘇聯援助:58。8月25日，中共中央發表《中國共產黨致中國國民黨書》，稱「中國國民黨中央委員會諸位先生」，稱蔣為「蔣委員長」；並向中國國民黨人宣言：「我們願意同你們結成一個堅固的革命的統一戰線，好像一九二五至二七年第一次中國大革命時兩黨結成反對民族壓迫與封建壓迫的偉大的統一戰線一樣」:25-26；書中嚴正指出：「現在是亡國滅種的緊急關頭了，本黨不行不向貴黨再一次的大聲疾呼，立即停止內戰，組織全國的抗日統一陣線，發動神聖的民族自衛戰爭，抵抗日本帝國主義的進攻，保衛及恢復中國的領土主權，拯救全國人民於水深火熱之中。」、「我們贊成建立全中國統一的民主共和國」、「全中國統一的民主共和國建立之時，蘇維埃區域即可成為全中國統一的民主共和國的一個組成部分。」:50是月末，張向中國共產黨表示，願率領大部分東北軍與紅軍「合在一起幹」:58。此時，在共產國際指令下，中國共產黨已決定由反蔣抗日改為逼蔣抗日:58。中國共產黨決定放棄擁張成立西北國防政府、並建立西北抗日聯軍之計劃，但仍寄厚望於張，請他說服蔣聯共抗日:58。張為抗日不惜犧牲一切，欣然答應「要想盡一辦法」勸蔣，不達目的，絕不罷休，縱使「坐牢、殺頭也在所不惜」:58。8月26日，張文彬到達西安後，9月6日晚又與楊密談，雙方協議取消敵對行動:572。
1936年9月1日，中国共产党中央書記處向黨內發出《中央关于逼蒋抗日问题的指示》；在指示中，中国共产党放弃“抗日反蒋”，提出“逼蒋抗日”:89；明確指出：「目前中國人民的主要敵人，是日本帝國主義，所以把日本帝國主義與蔣介石同等看待是錯誤的，『抗日反蔣』的口號，也是不適當的。」、「在日本帝國主義繼續進攻，全國民族革命運動繼續發展的條件下，國民黨中央軍全部或其大部有參加抗日的可能。我們的總方針應該是逼蔣抗日」:26。中共黨中央派葉劍英代表黨中央直接領導東北軍、西北軍中之中共秘密組織，潘漢年到西安同張商量如何以中國國民黨為中心共同工作和打通蘇聯關係，朱理治為中共特派員領導東北軍工作委員會（書記劉瀾波），汪鋒到西安幫助楊改造西北軍、領導西北軍中地下黨，彭雪楓在西安上層統戰，邊章伍在葉劍英領導下統戰西北軍上層，吳自立到西安負責採購紅軍軍用物資:34-36。中共中央檔案館保存一份《紅軍與東北軍停止內戰、共同抗戰的協定》草稿，紅軍代表款下有毛澤東簽名，但東北軍款下沒有張簽名，時間是1936年9月22日，是9月20日晚童小鵬在中央聯絡局抄寫:37。9月24日，潘漢年攜帶周致蔣和陳果夫、陳立夫的信以及《中國共產黨致中國國民黨書》、中國共產黨起草之《國共兩黨抗日救國協定》（草案）離開保安，經西安去南京:52。
1936年10月15日，中共公開表示，「懇切申請」國民政府「與吾人停戰，攜手抗日」；今後，紅軍主動停止對國軍「任何攻擊行動」，只是在受到攻擊時採取自衛手段；紅軍主力願作抗日先鋒，國軍奔赴抗日前線時，紅軍將提供便利；可惜，南京方面沒有響應:58。10月29日，葉劍英向中央請示，擬於三日後離西安回保安詳細報告；11月初，中央回電同意葉回保安:38。11月4日，中共中央東北軍工作委員會秘書長朱理治在致周等人信中説，己決定讓高崇民（張學良幕僚）推動楊，高用話激楊，楊説，西北局面張負責領導責任，如張幹，他一定接受張領導:59。11月10日，潘漢年在上海滄州飯店同陳立夫會談，面交周恩來給二陳之信，並口頭轉達中共中央提出之《國共兩黨救國協定草案》八項條件；陳立夫代表蔣答覆：既然共產黨願開誠合作，那我就好提任何條件了；以後潘漢年和陳立夫又進行兩次談判:53-54。11月中旬，張公館承啟處錄事趙華新奉命調查西安城裡和市郊所有部隊情況，但調查到中央軍時，儘管拿着總部副官處之證明信，仍不好使；張之副官長譚海只好開一個特別證明，再派一輛小汽車，坐着車去，中央軍才讓調查:60。12月8日，中共中央對潘漢年指示：至今蔣介石似尚無抗日救亡之決心，合作談判缺乏必要的前提，談判顯無速成之望；紅軍只能擴充，不能減少一兵一卒；離開實行抗日救亡，無任合何商量餘地；彼方如有誠意，須立即停戰，並退出蘇區以外，靜待談判結果；特別指出：「我們願以戰爭求和平，絕不能做無原則讓步。」:54
1936年8月11日，蔣下牯嶺飛廣州，8月12日視察黃埔校址並遊覽，往弔黃花崗與朱執信、鄧鏗、胡漢民等之墓:372。10月22日，蒋來到西安:572。蔣遊覽秦始皇陵和華山後，要在3個月之內將陝北紅軍全部消滅:38。蒋仍逼迫张、杨继续「剿共」內战:572。张性格豪爽，明确表示反对继续「剿共」，向蒋提出“停止内战，一致抗日”主张，并說不只是他個人意見，而是東北全軍主張:573。楊性格深沉，只是委婉說他個人服從命令沒問題，但下面官兵「剿共」士氣低落，抗日熱情高漲:573。蔣嚴加斥張、楊，聲稱「在殺盡紅軍、捉盡共匪之前，決不談抗日的事。」:38蔣向張、楊表示「剿共」計劃不變:573。10月26日，中國共產黨致電共產國際，婉轉詢問如張、楊、閻等與紅軍聯合抗日，蘇聯能否援助:58。10月27日，蔣在張、楊陪同下，到王曲軍官訓練團講話，除訓練團學員外，還有西北「剿總」和第十七路軍總部上校以上、駐西安各部隊團長以上軍官共500餘人參加，蔣說：「我們革命軍人還要分清敵人的遠近，事情的緩急。我們最近的敵人是共產黨，為害也最急；日本離我們遠，為害尚緩。如果遠近不分，緩急不辨，不積極剿共而輕言抗日，便是是非不明，前後倒置，便不是革命，那樣在家是不孝，為國是不忠，便不能算一個革命軍人。國家有法律紀律在，對這種不忠不孝的軍人是要予以制裁的」。10月29日，蒋由西安前往洛陽:573。蔣決定如張、楊不服從「剿共」命令，就把東北軍、十七路軍調離陝甘，由蔣鼎文任西北剿匪前敵總司令，任命衛立煌、朱紹良、陳繼承為一個方面之總指揮:573。10月31日是蒋50歲生日:573。

## 事变经过

### 誘因

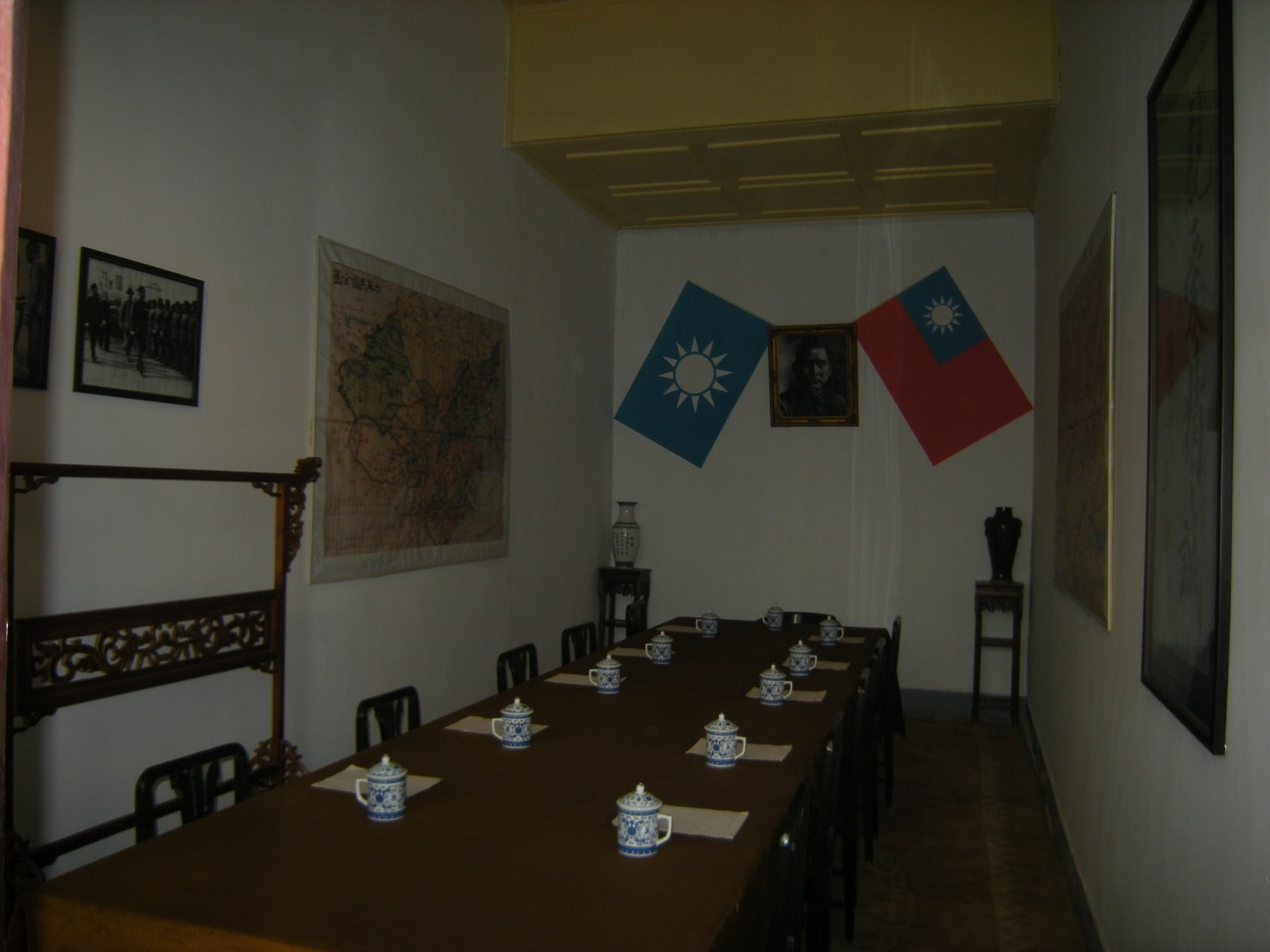
華清池景區五間廳內的會議室

1936年12月1日，張獲悉，如東北軍不執行剿共命令，蔣便將其調赴蘇皖閩:58。12月3日，张隻身自駕軍機飞抵洛阳见蒋，要求他改變「攘外必先安內」之政策，释放沈鈞儒等愛國領袖:576。張至洛陽，告以所部不穩，請蔣親蒞西安加以安撫:107。
12月4日，為部署新之「剿共」內戰，蔣從洛陽再次來到西安:574。陳誠、衛立煌、蔣鼎文、陳繼承、朱紹良等陸續來到西安:574。中央军陸續開入陝、甘兩省，新購置戰鬥機不斷在西安機場降落:56。蔣每日分批召見東北軍、西北軍將領，與之「餐敍」，並與中央軍政大員密議剿共計劃，部署第六次大圍剿，務求「二星期（至多一個月內）」消滅紅軍:61。蔣單獨召見王以哲説，已知道他之電台與共產黨通報；警告王要服從命令:56-57。蔣向張、楊表示：一是進剿紅軍；二是如不願剿共，則將東北軍調往福建，十七路軍調往安徽，陝甘兩省給中央軍剿共:574。
12月7日，张到华清池，決以「至誠」感動蒋，勸蔣當全國的「民族英雄」:61。蔣已內定派蔣鼎文為西北剿匪前敵總司令，衛立煌為晉、陝、綏、四省邊區總指揮:57。張懇請蔣認清形勢，改變政策，停止內戰，共同抗日:98。又説東北軍將士抗日情緒不可壓制；他表示對蔣一貫忠誠，面臨國家民族之生死存亡，不能不據理力爭，希望委員長慎重考慮；兩人爭執很久:57。蒋斥責張年輕無知，受共產黨欺騙和麻痺:578。蔣對張說，即使「你現在就是拿槍把我打死了，我的剿共政策也不能變」:98。是日晚，中國共產黨收到張要葉劍英即日去西安之電報，「有要事待商」；但葉並不急於啟程，12月10日才從保安出發，12月16日左右才能到達西安（然後赴滬去宋慶齡那裡取共產國際寄來之錢款）:61。
12月8日上午，楊在張勸說下，去華清池向蔣進諫:579。蔣命令楊要「放手撤換」十七路軍中「不主張剿共而主張抗日的軍官」:140-141。楊見蔣態度無法挽回，便返回西安:579。蔣態度使張、楊徹底失望:57。張、楊見「苦諫」徹底失敗，商定對蔣「兵諫」:579。張楊商定以捉蔣方式強逼蔣聯共抗日:61。

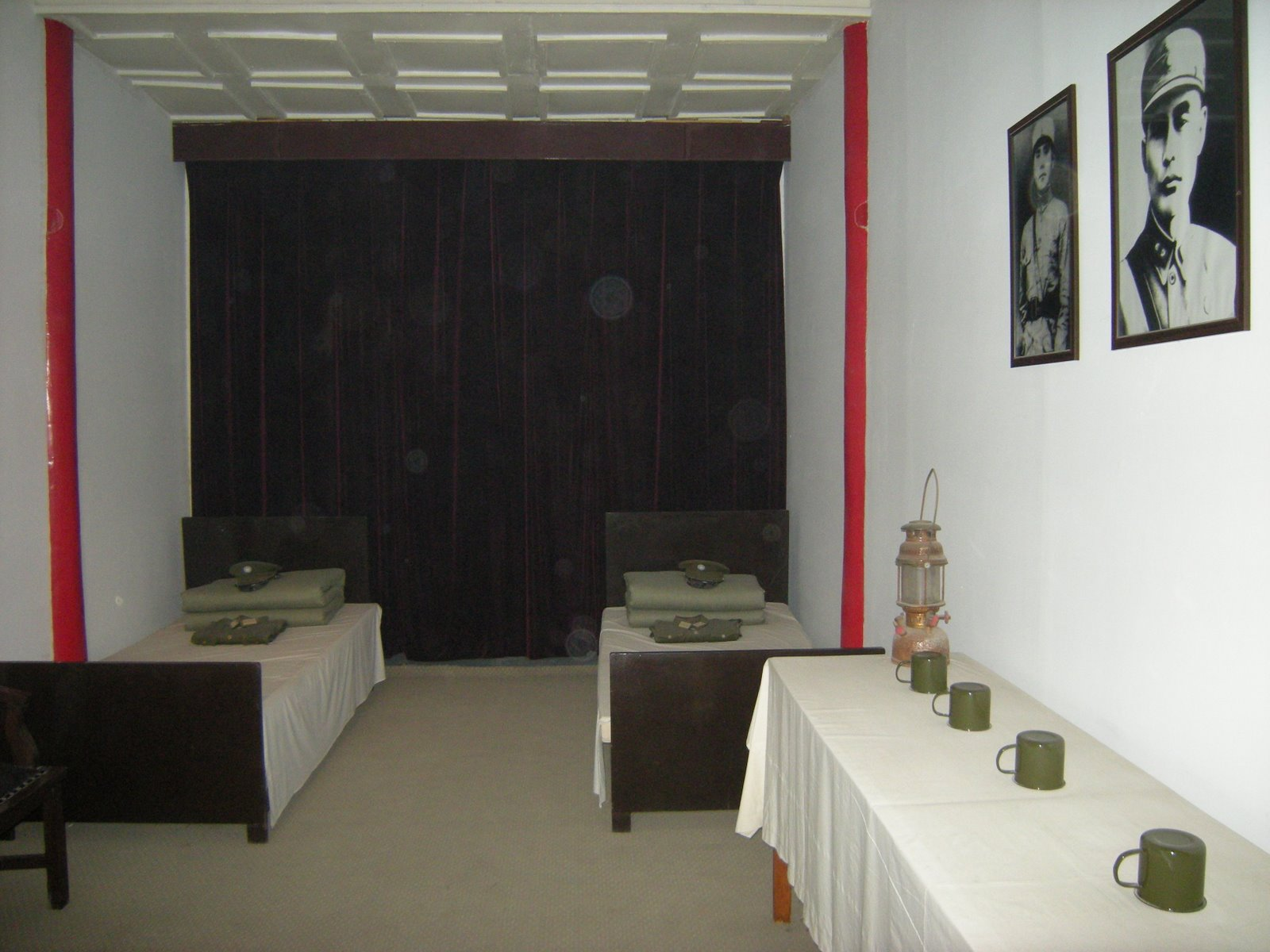
五間廳內的警衛室

12月9日，西安各校學生舉行紀念「一二九」運動一周年遊行請願活動，以推動團結抗日:579。在中共地方党和救國團隊領導下，西安一萬多名大、中、小學生舉行聲勢浩大之示威遊行和召開紀念大會:58。東北竞存小學200多名學生在校長車向忱和教師帶領下，途經民立中學門前時，見警察將該校團團圍住，不許學生出來是便高呼口號；民立中學學生在竞存小學學生聲援下，向校門猛衝:579。大會通過《為督促政府動員全國兵力抗日停止內戰的宣言》，要求國民政府「當機立斷，即日動員全國兵力，收復失地。」:58警察向竞存小學隊伍开枪，一名小学生身負重傷:579。民立中學學生與竞存小學隊伍匯合，直奔南院門廣場:579-580。會場上廣大學生群情激愤，齊聲高呼口號；學生遊行隊伍先到西北剿匪總司令部請示，張派參謀長答話，群眾滿意；學生決定去華清池直接向蒋请愿；蒋得知學生請願隊伍前來臨潼之消息，急令张派兵制止，說如果学生不聴，可採取武力行動:580。张擔心學生運動影響自己之「運動」，前去勸阻，說東北是從他手裡丟掉，他也要親手收回來:61。张追上學生队伍:580。張立即趕到去臨潼之路上對遊行學生講話，指出「前面不是坦途」:58。他说大家太辛苦了:580。學生們同聲高呼願意為救國而流血犧牲:581。張對學生説：「請你們相信我，我張學良和你們是一樣的思想，一樣的心，你們的要求就是我的要求，也許我比你們的要求更迫切。你們的意見，我一定負責轉達到，我去講可能比你們更有份量。我保證一星期內以事實答覆你們的要求。」:58:95黃昏，学生們才返回西安:581。學生們見張態度誠懇，就同意不去臨潼，回到西安:58。当晚，张去華清池向蒋轉達學生請願要求，再次遭到蒋拒絕和斥責:581。蔣不但不接受，而且申斥張沒有站在他之立場，卻站在學生之立場:58。张、杨获悉《大公报》将发表蒋剥夺他们兵权的密嘱后，紧急密商，决定12月12日晨对蒋委员长实行「兵諫」，用武力迫使蔣改弦更張:581。張指定劉多荃擔任扣蔣戰鬥之總指揮；當晚，張、楊在城內易俗社戲院招待南京軍政大員欣賞地方戲秦腔:582。

### 序幕

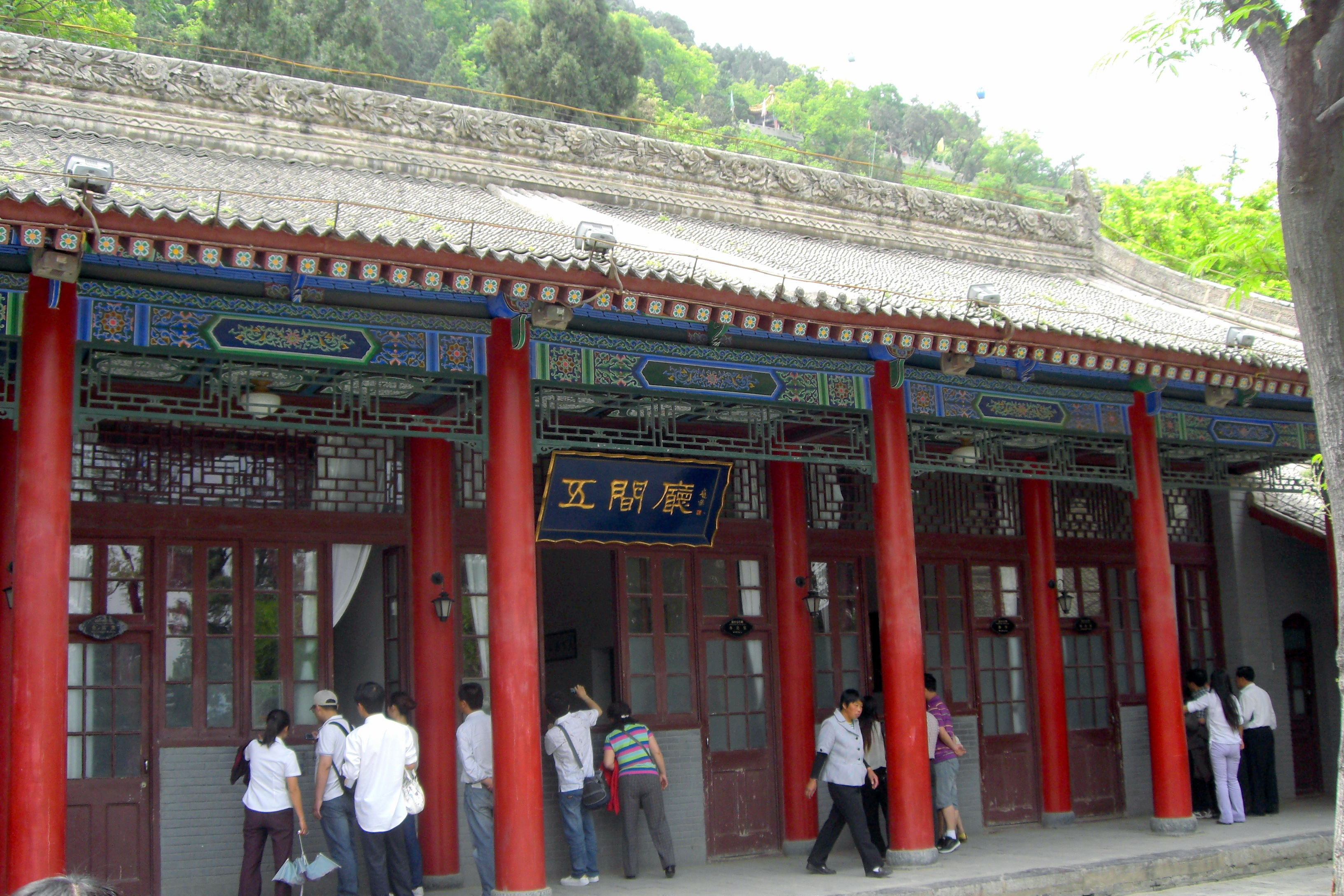
五間廳——西安事變之時蔣介石所住之處

1936年12月，「西安事變」爆發前數小時，张在西安召集幹部會議，宣布這項驚人密謀，大多數人都默默無言，只有于學忠和另一位高幹發言:16。
12月10日，張、楊商妥行動計劃:61。蔣在華清池秘密召開沒有張、楊參加之軍事會議，同時中央軍萬耀煌部陸續開到潼關進駐咸陽:58。
12月11日，蔣在日記中留下：「今日漢卿（张）形色急遽，精神恍惚，甚覺有異。此殆彼昨來見時受余責斥，因而不快歟？或彼今日已聞余訓黎天才（西北剿匪總司令部政工）之言而不安歟？」:235蒋又召開軍事會議，同陈诚、蒋鼎文、张、杨等商議「剿共」計劃，明令蒋鼎文为西北剿匪军前敌总司令，並決定在12月12日發布第六次圍剿紅軍之命令:58。
12月11日晚，张和杨下令行動:61。張、楊最後確定翌日（12日）晨6時兵谏，當天張仍到華清池與蔣周旋:582。蔣要最後確定「剿共」軍事計劃，留張、陳誠、衛立煌、陳繼承等在華清池吃晚飯:583。飯畢，時間已晚，張又陪幾位大員趕到新城大樓，直到晚上10時才宣佈招待宴會結束:583。张、杨分别向他們之高级将领和幕僚宣布兵諫計劃並作動員:583。中國共產黨代表劉鼎住在張公館裡，令木匠出身涂勝華做一部一百瓦電台於這天做好:61。劉鼎致電周，說「全西北蔣張對立已成不可掩飾的事實」:61。午夜過後，張率其重要將領和幕僚來到新城大樓，和楊將在此指揮兵諫:583。

### 兵諫
1936年12月12日零時，一切佈置妥當後，張才告訴劉鼎電告中共中央：「我已發動捉蔣，請予支持。」:60凌晨2時許，東北軍衛隊一營營長王玉瓚，乘摩托車駛離西安，途經十里鋪和灞橋鎮時，令其所屬部隊迅速趕赴華清池參加捉蔣戰鬥:583。凌晨，劉鼎從西安接連發出幾個十萬火急電報到保安軍委機要科收到，説張、楊在西安逮捕蔣和陳誠等一批高級軍官，機要科長葉子龍立即將來電送給毛澤東和周:60。凌晨2時，衛隊二營營長孫銘九同白凤翔、劉桂五一同乘車離開西安，一起直奔華清池:583。张、杨發動西安事變，逼蔣抗日:472。張、楊對蔣兵諫之目的是要求停止剿共，進行抗日:11。东北军到临潼华清池捉蒋，蔣守衛武力阻攔，東北軍開槍還擊，雙方激戰:583。蒋慌亂中，由蔣孝鎮背著翻牆逃走，蔣沒來得及穿鞋，為分散敵兵注意，蔣孝鎮把自己鞋子脫下來給蔣穿，然後兩人一前一後，各自向前跑，跑進樹林:16。蔣在侍衛攙扶下向後牆奔跑:584。蒋踏著侍衛肩膀爬上圍墻，縱身下跳，跌進牆外溝裡，腰部受傷:584。蔣忍痛向後面驪山逃跑，摸索前進:584。蔣躲藏進一個洼坑裡:584。晨四时，张之東北軍從臨潼之驪山山洞裡捉到蔣，帶回西安城內新城大樓裡:59。天色漸明，東北軍走到大石头旁，發現蔣蜷伏在洞裡，蔣被发现活捉:584。晨五時，張又致電毛：吾等為中華民族及其重要將領陳誠、朱紹良、蔣鼎文、衛立煌等扣留，迫其釋放愛國分子，改組聯合政府；兄等有何高見，速覆；並望紅軍全部速集於環縣一帶，以便共同行動，防胡（胡宗南）敵北進；接着，張、楊又聯名電請中共中央派人到西安「共商大計」:60。是日晨，第十七军在西京招待所扣押南京軍政大員，如陳誠、內政部長蔣作賓、邵力子、福建綏靖公署主任蒋鼎文及陈调元、卫立煌、朱绍良等国民政府军政要员，並以排槍掃射陳誠住所，中央委員邵元冲等中槍遇難:652。

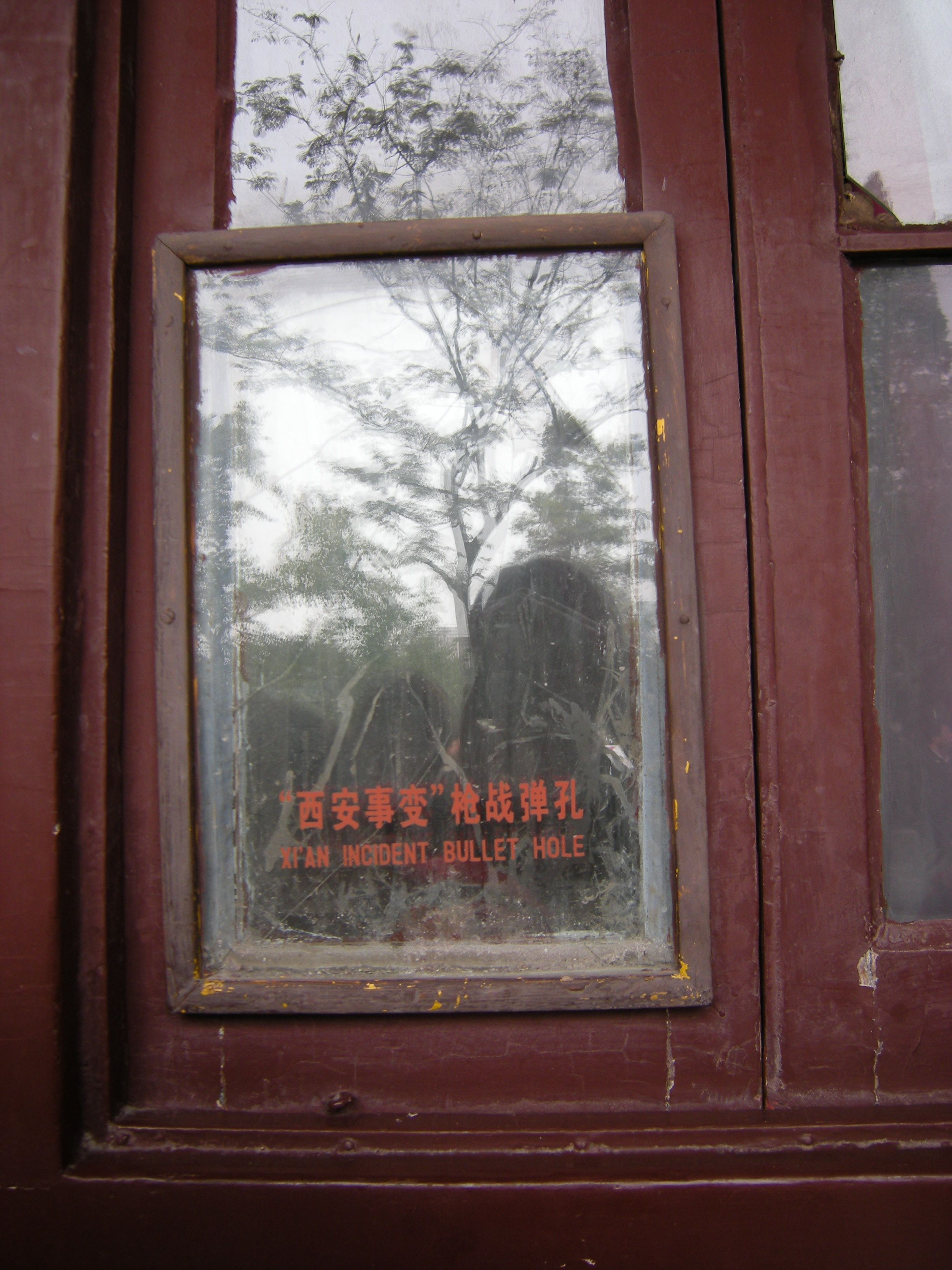
五間廳窗戶上的“西安事變”槍戰彈孔

12月12日上午，張、楊向全國各地和南京國民政府發出通電:59，指出：「南京中央執行委員會、國民政府林主席鈞鑒：暨各部院公勳鑒：各綏靖主任、各總司令、各省主席、各救國聯合會、各機關、各法團、各報館、各學校鈞鑒：東北淪亡，時逾五載，國權淩夷，疆土日蹙。淞滬協定，屈辱於前；塘沽、何梅協定，繼之於後，凡屬國人，無不痛心。近來國際形勢豹變，相互勾結，以我國家民族為犧牲。綏東戰起，群情鼎沸，士氣激昂。丁此時機，我中樞領袖應如何激勵軍民，發動全國之整個抗戰！乃前方之守土將士，浴血殺敵，後方之外交當局，乃力謀妥協。自上海愛國冤獄爆發，世界震驚，舉國痛憤。愛國獲罪，令人髮指！蔣委員長介公受群小包圍，棄絕民眾，誤國咎深，學良等涕泣進諫，累遭重斥。日昨西安學生舉行救國運動，竟嗾使員警槍殺愛國幼童，稍具人心，孰忍出此。學良等多年袍澤，不忍坐視，因對介公為最後之諍諫，保其安全，促其反省。西北軍民一致主張如下：（一）改組南京政府，容納各黨各派，共同負責救國；（二）停止一切內戰；（三）立即釋放上海被捕之愛國領袖；（四）釋放全國一切政治犯；（五）開放民眾愛國運動；（六）保障人民集會結社一切政治自由；（七）徹底遵行總理遺囑；（八）立即召開救國會議:653。以上八項，為我等及西北軍民之愛國主張，望諸公俯順輿情，開誠採納，為國家開將來一線之生機，滌已往誤國之愆尤。大義當前，不容反顧。只求於救亡主張貫徹，有濟於國家。為功為罪，一聽國人之處置。臨電不勝待命之至！張學良、楊虎城、朱紹良、馬占山、于學忠、陳誠、邵力子、蔣鼎文、陳調元、衛立煌、錢大鈞、何柱國、馮欽哉、孫蔚如、陳繼承、王以哲、萬耀煌、董英斌、繆澄流叩。文。」:4-5当天，张、杨、于學忠、何柱國、王以哲通电全国，阐明扣蔣之原委，提出八项救国主张，以期获得国人理解、同情和支持:584。在通電發出之前，張攜帶電稿到西京招待所，向被扣留之南京軍政要員宣讀通電，要求同意通電者在電稿上簽名；結果，朱紹良、馬占山、陳誠、邵力子、蔣鼎文、陳調元、衛立煌、錢大鈞、陳繼承、萬耀煌等都簽名:59。八項主張核心和要旨是「集合全國各黨各派的力量，以民眾的總動員，去抗日救國」:20。張、楊為爭取各地方勢力和中國國民黨元老派支持，分別致電李宗仁、白崇禧、馮玉祥、鄧寶珊、李烈鈞、閻錫山、宋哲元、傅作義等，說明真相，徵求意見:60。

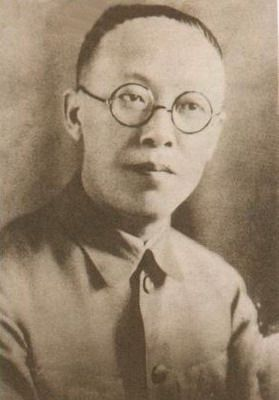
被杀害的中華民国立法院長邵元沖

在西安綏靖公署楊總部新城大樓，蔣羞憤絕望，不吃不喝，堅拒與張談判國事，以行政院長應住直屬機關西安綏靖公署，拒絕遷到金家巷高桂滋公館，稱張如果不送他回南京，他就死在此。張、楊多次公開講話，對外國記者談話，説明兵諫之目的是停止內戰，一致抗日；張在對剿匪總司令部職員講話中説：「如果蔣委員長能放棄過去的主張，毅然主持抗日工作，我們馬上絕對擁護他，服從他，那時甚至對我們這次行動認為是叛變而懲處我們，我們絕對坦然接受，因為我們所爭的是主張，只要主張行得通，目的能達到，其他均非所計。」:69
12月13日，張由清晨6時便來探蔣，前後四次，均未能盡言；張曾命孫銘九強使蔣移居高桂滋公館，亦因為蔣所拒而未果:2558。對閻錫山、李宗仁、白崇禧、劉湘等地方勢力，也分別發電説明事變動機和目的，以爭取同情:70。下午5時，張召集總部全體職員講話，表示一個月來，因為不願剿匪，而又不能槍口對外，內心難過；繼說他與蔣在政治主張上有意見衝突，他認為既不能辭職他去，又不能苦諫成功，只好最後採取兵諫:5。根據張指示，成立「設計委員會」，成員有高崇民、杜斌丞、申伯純、應德田、王炳南、王菊人等，以高崇民為召集人，實質就是以「共產黨和紅軍為政治領導，有東北軍和十七路軍參加的抗日民族統一戰線」:72，是事變之政治設計機構，類似參議班子:74。

### 事变
12月12日上午，軍政部長何應欽在南京最早得知西安事變:589。下午3時，何應欽在公館裡召集黨政軍首腦「談話會」，制造討伐張、楊之輿論；中國國民黨右派戴季陶、居正等，以張「劫持統帥」、「犯上作亂」為由，主張立即出兵討伐，並提出由何應欽主管軍事之意見:68。張、楊八項主張通電傳到南京後，有人不信張、楊「保蔣安全」之承諾:590。儘管馮玉祥、孫科、李烈鈞等，主張先弄清情況，説服張、楊，放蔣回京，但主戰派還是占上風:68-69。一時南京內外，蔣死活之各種傳聞不脛而走:590。何應欽即在公館內成立臨時辦公處，籌劃以大軍進攻西安:69。
是日下午，力行社書記長鄧文儀得知蔣在西安被扣，認為「事不宜遲，非要立即動員軍隊不可」，「不僅地面要包圍西安，就是空中也要空軍去監視封鎖」，以防止張用飛機把蔣送去新疆或蘇聯:593。
24時，由丁惟汾主持之中國國民黨中央常務委員會和由于右任代為主持之中央政治委員會舉行緊急聯席會議，連同列席之國民政府五院院長和各部會負責人，共有四五十人參加:591。南京主戰派一方面利用《中央日報》、中央廣播電台等動員胡適等人駡「張學良叛國」，宣傳「張學良犯上作亂」，「紅軍占領西安，洗劫全城」，「蔣介石生命危殆」等；另一方面封鎖西安消息，干擾西安廣播電台，扣發外國記者報導張、楊《八項主張》和西安事變之消息:69。會議宣讀張、楊通電後，群情憤慨，爭論激烈:591。爭辯至凌晨2時，意見仍未統一:592。此時，中國國民黨中央政治委員會委員、考試院院長戴季陶突然站起來稱：我要警告大家，若是今晚我們中央不能決定討逆大計，明日全國立刻大亂，政府垮台，我們無面目以對孫中山和蔣:592。
會議決定：一、張學良背叛黨國，決定先褫奪其本兼各職，交軍事委員會嚴辦，所部軍隊，歸軍事委員會直接指揮:592；二、鑒於蔣被扣西安，無法履行行政院院長職務，會議決定行政院由孔祥熙副院長負責:307；三、調整軍事指揮機構:592。聯席會議決定「軍事委員會常務委員會改由五人至七人，並加推何應欽、程潛、李烈鈞、朱培德、唐生智、陳紹寬為該會常務委員」，明確規定：「關於指揮調動軍隊，歸軍事委員會常務委員兼軍政部長何應欽負責。」:310何應欽主張堅決地以武力討伐:197-198。
是晚，鄧文儀在南京明瓦廊召開力行社全體幹部緊急大會，到會30餘人:593。鄧文儀說明開會宗旨後，與會者展開討論:593。會議做出5項應變決定，核心是「營救領袖，安定後方」:593。為「營救領袖」，力行社「建議政府請軍政部何部長應欽統一指揮軍事行動」:578，迅調南京附近陸軍前往陝西救蔣:594。為「安定後方」，力行社向其各級組織和全體成員發出通知，提出「各地方秩序尤應協調軍政憲警切實維護，對漢奸、匪諜及反動派嚴密監視，務希鞏固當地治安」:578-579。
12月13日晨，力行社常務幹事干國勳奉命飛往武漢，組織「討逆赴難」指揮部，協助和支持武漢綏靖公署主任何成濬部署落實應變措施，穩定武漢局勢:594。

### 營救
12月12日上午，何應欽得知西安事變，及時電告在上海之行政院副院長兼財政部長孔祥熙；何請孔將此消息轉告在上海之宋美齡:590。張分別致電國民政府行政院副院長孔和蔣夫人宋美齡，説明兵諫之目的，只要蔣接受抗日要求，將保證其安全:59-60。宋美齡、宋子文和孔等反對何之討伐主張，力主和平救蔣:595。張直接給孔、宋美齡發電報，説明對蔣只作「最後之諍諫，保其安全，促其反省」，爭取他們為營救蔣而取和平解決辦法:69-70。孔收到張給他私人之「震」電，張在此電中陳述發動事變之苦衷，鄭重表示「弟愛護介公，八年如一日，今不敢因公害私，暫請（蔣）介公留住西安，促其反省，決不妄加危害」:116。孔認為張給他私人發電，表明「尚有轉圜餘地」，又考慮蔣在張、楊手中，此時「不能遽閉談判之門」:117。因此他給張覆電時沒有嚴厲遣責張之行動，只委婉批評稱：「我兄致弟一電，雖未讀全文，而大體業已得悉。保護介公，絕無危險，足徵吾兄愛友愛國，至為佩慰。國勢至此，必須舉國一致，方可救亡圖存。吾兄主張，總宜委婉相商，苟能有利於國家，介公患難久共，必能開誠接受，如驟以兵諫，苟引起意外枝節。國家前途，更不堪設想，反為仇者所快！辱承契好，久共艱危，此次之事，弟意或兄痛心於失地之久未收復，及袍澤之環伺籲請，愛國之切，必有不得已之苦衷。尚須格外審慎，國家前途，實利賴之。尊意如有需弟轉達之處，即乞見示。」:117。張給宋美齡電報中表示：「學良平生從不負人，耿耿此心，可質天日。敬請夫人放心，如欲來陝，尤所歡迎。」
宋美齡初聞蔣被扣留消息，「不啻晴天霹靂，震駭莫名」:595。當時，西安電訊中斷，「越數小時仍不能得正確消息」，蔣生死之謠傳「已傳播於全球」，其中「駭人者有之，不經者有之」:26。宋美齡如坐針毯，坐臥不寧，急欲知蔣之生死:595。宋子文、孔、宋美齡得悉張、楊並無意傷害蔣後，就堅決反對用兵西安，主張和平解決，首先營救出蔣；他們想即飛西安同張、楊面商放蔣，但何應欽阻止:70。宋美齡在上海找到威廉·亨瑞·端納；他是英籍澳大利亞人，原為新聞記者，辛亥革命前到中國，後任張秘書，1933年張下野後曾陪張遊歷歐洲；1934年初，隨張回國不久，又被聘為蔣顧問；西安事變發生時，他正在上海:595。宋美齡就請端納飛西安了解情況，張表示歡迎:70。端納依據多年來對張之瞭解，相信張不會殺蔣；他欣然接受宋美齡之約請，決定親赴西安，探明真相:595。
是夜，端納隨孔、宋美齡離開上海，趕赴南京:595。同行者還有與蔣、宋美齡關係密切之勵志社總幹事黃仁霖:595。宋美齡派黃陪同端納赴陝，擔任端納與蔣談話之翻譯:595。
12月13日晨，孔、宋美齡等一到南京，何立即趕到孔宅，向孔、宋美齡通報昨日午夜中國國民黨中央緊急聯席會議之情況和做出之決定:596。宋美齡為營救蔣，「立下決心」，竭盡全力，「以求不流血的和平與迅速之解決」:27。國民政府空軍開始轟隴海鐵路渭南、華縣沿線:108。中午，宋美齡、孔不顧何之反對，毅然派端納飛離南京，經洛陽赴陝:596。山東韓復渠支持張反叛蔣，電稱服從副司令願效前驅；四川劉湘主張對蔣出以斷然處置:13。

### 會面
12月14日，張敦促南京國民政府代表到西安談判:613。張宣布撤銷西北剿匪總同令部，另成立抗日聯軍臨時西北軍事委員會，張、楊分任正、副主任；設參謀團，研究軍事重問題:70。東北軍、十七路軍主力向西安方面中，布置東西防線，準備阻擊由東（主要方面）和由西向西安進攻之中央軍；在陝北，延安、甘泉等地交由紅軍接防，並請紅軍向南推進，以備配合作戰，又成立設計委員會研究政治措施和宣傳:70。張致電宋，希望宋到西安一趟。郭增恺认为西安事变解决是蒋「与张、杨间在西安的成交，宋子文和蒋夫人是保证者，见证人一個是我，另一個是周恩來。……兹愿负责任指出，蒋先生所公布的，不但是隐藏了许多事实，也是在公然说谎，伪造了许多故事。……完全是蒋先生事后编造的。当时根本就没有什么训话。……至于蒋先生所谓对张、杨‘时加爱护’的善意，在他的日记中，倒没有片言只字的表示。有之，只有在某某两日的日记中，无头无尾的写着‘东北军问题’‘东北军问题’十个字而已。我不知道张汉卿看到这几个字时有什么感想。但我确知若干东北军将领则曾为这几个字而发生惊惧的行动，而更觉得蒋先生‘待人不公’更可能另有阴谋。」在張公館，張向蔣提出改組南京政府，容納各黨各派，共同負責救國等八項和平解決事變條件，並明確告訴他有共產黨和紅軍參加其間。
12月14日上午，孔根據宋美齡要求召開高級會議，研討在武力討伐前如何和平救蔣；出席會議者有五院院長、陳果夫、陳立夫、葉楚倫、何應欽、張群、黃紹竑等，大多數贊成和平救蔣，何應欽不公開反對:596。戴季陶同意先和平營救，如無效再武力討伐:597。宋子文對上海新聞界發表談話稱：「蔣委員長在西安絕對安全。本人以為西安事變，乃係國家最不幸之事，目前急需用有效方法，於最短期內解決，蓋世全世界之目光，刻正集中於中國也。本人與蔣院長公私之關係，及與張學良多年之友誼，均為人所共知，在特殊關係之中，如有任何可能解決之辦法，本人極願在政府領導之下，盡最大之努力。至於採取何種方法，需待政府決定，本人是否有赴西安一行之必要，亦待命政府。」:13-14行政院副院長、財政部長孔受命代理行政院長:597。孔返回南京後，力求「兵不血刃」解決事變:119-120。孔首先拉攏地方實力派，同時積極對蘇聯交涉，以期從內外孤立張、楊:597。孔立刻通電各省市，針對張、楊在通電中對蔣政策之抨擊，替蔣竭力辯解，說：「中央同人，對於抗敵禦侮，素具決心」:120-121。西安宣佈成立「聯合抗日救國軍」:108。同日，孔還給地方實力派分別發電，提出不同要求，有些還派專人前去籠絡:597。孔還分化張、楊內部，收買其部下:598。馮玉祥請時在南京的馬相伯，「以私人名義，請張學良早日護送介公返京」。
12月15日，端納到西安後，張請他勸蔣接受西安方面主張，鄭重表示只要蔣答應抗日，就立刻釋放他，張還表示將親自送他回南京，繼續擁護他為領袖:613。端納見到蔣:613。端納告訴蔣，南京政府已決議討伐張、楊。蔣委託勵志社總幹事黃仁霖轉交遺囑給宋美龄：「余決為國犧牲，望勿為余有所顧慮。余決不愧對余妻，亦決不愧為總理之信徒。余既為革命而生，自當為革命而死，必以清白之體還我天地父母也。對於家事，他無所言，唯經國、緯國兩兒，余之子亦即余妻之子，望視如己出，以慰余靈。但余妻切勿來陝。」:236-237。書信完成後，蔣為黃仁霖再三朗讀，恐張扣留此信，不令攜去，即可使黃回京時口述於宋美齡。

### 交伐
12月16日，國民政府頒布討伐令:602。遂由政治委員會決議派何為「討逆軍」總司令:608。中國國民黨中常委又決定劉峙、顧祝同為討逆軍東西兩路集團軍總指揮，分別向西安進逼:69。
12月17日上午，蔣派蔣鼎文持手令飛返南京，令何停止軍事行動3天；南京以宋美齡、孔為主和派，極力主張用和平方式救蔣；南京討伐軍已有5個師湧入潼關，威脅西安:607。周到達西安，當夜就將上述情況電告中國共產黨中央，並就蔣之處置問題向中央提出建議:607。宋子文由上海到南京，準備赴陝，遭到何等人阻撓，理由是宋子文時任中國國民黨中央執行委員、全國經濟委員會常務委員，帶著官方身份去西安與「叛逆」談判，有違「紀綱」:613。張、楊非常焦急，由張去對蔣說，如果中央軍仍向前進攻，西安方面軍隊只有“退卻”。蔣拒不同張、楊對話，拒絕接受西安方面和平解決事變之條件，加之南京政府討伐大軍壓境，逼迫張12月17日同意在內戰爆發，南京政府圍攻西安前對蔣「行最後手段」:213。這使得張絕不贊成殺蔣，也同意周提出：「答應保蔣安全是可以的，但聲明如南京進兵挑起內戰，則蔣安全無望。」:214孔致電張、楊：「最好兄能伴介公南返，或至太原，共同計議……蓋劫持領袖逾久，吾兄所負責任逾重……國家民族之存亡，繫於兄之一念。」
12月18日，南京中央政府曾派飛機在西安空投天津《大公报》，由總編輯张季鸾撰写社評〈给西安军界的公开信〉，說：「陝變不是一個人的事，張學良是主動，也是被動。西安市充塞了乖戾幼稚不平空氣。醞釀著、鼓盪著，差不多一年多時間，才形成這種陰謀。……東北軍的境遇大家特別同情……你們趕快去見蔣先生謝罪吧！……你們如果這樣悲悔了，蔣先生一定陪你們痛哭，安慰你們，因為他因國事受的辛酸，比你們更大更多。我們看他幾年在國難中常常有進步，但進步還不夠……切莫要索保證，要條件，蔣先生的人格，全國的輿論，就是保證。」:12-13胡适得知蔣在西安被扣之消息，12月20日發表《張學良叛國》一文:602。同时，朱自清、冯友兰、闻一多等知名人士纷纷撰文谴责张、杨“名为抗敌，实则自坏长城；系国家民族之罪人；破坏统一，罪恶昭著。”
12月19日下午，孔召開會議，出席者有孫科、居正、何應欽、宋子文、宋美齡、葉楚傖、王寵惠等，經過激烈爭辯，決定「准宋委員子文以私人資格即日飛赴西安，營救蔣公」:140。下午2時，宋子文飛離南京，他兩名秘書和剛從獄中要出來之郭增愷同行，當夜在洛陽過夜:614。根據端納在西安了解之情況，宋子文也到西安:70。
12月20日上午10時，他們飛到西安，張、楊和端納到機場迎接:614。宋子文以私人身份抵達西安，經過與張、楊商談，他發現雖然蔣生命暫時安全，但整個西安局勢依然十分凶險。張告訴宋子文，西安方面已擬好條件，準備與南京國民政府談判:614。宋子文和張見面，張即向他表示西安三方面都主張和平解決事變:70。宋子文在張和端納陪同下前去見蔣，並獲准單獨與蔣談話:614。周抓住時機，通過隨同宋子文來陝之郭增愷説服宋子文和他面談，否則也要把中共方針轉他，即：這次事變中共未曾參與，對事變主張和平解決，這是中共團結抗日方針的繼續；望宋認清形勢，權衡利害，勸説蔣改變政策，為國家作出貢獻:70-71。宋子文將宋美齡、孔之信面交蔣，宋美齡在信中表示：「如子文三日內不回京，則必來與君共生死！」:509。蔣看到此處，不禁落淚，一再叮囑宋子文不要讓宋美齡來:614。郭增愷向宋子文轉達周意見，宋大感意外，對中共方針十分贊賞；他回南京後，到處宣揚蔣很安全:71。
12月21日，宋子文回南京前和蔣辭行。宋子文匆忙返京，向宋美齡、孔匯報:614。孔以代理行政院長身份，同意宋美齡、宋子文去西安談判:71。宋美齡決心飛陝救蔣:614。

### 談判

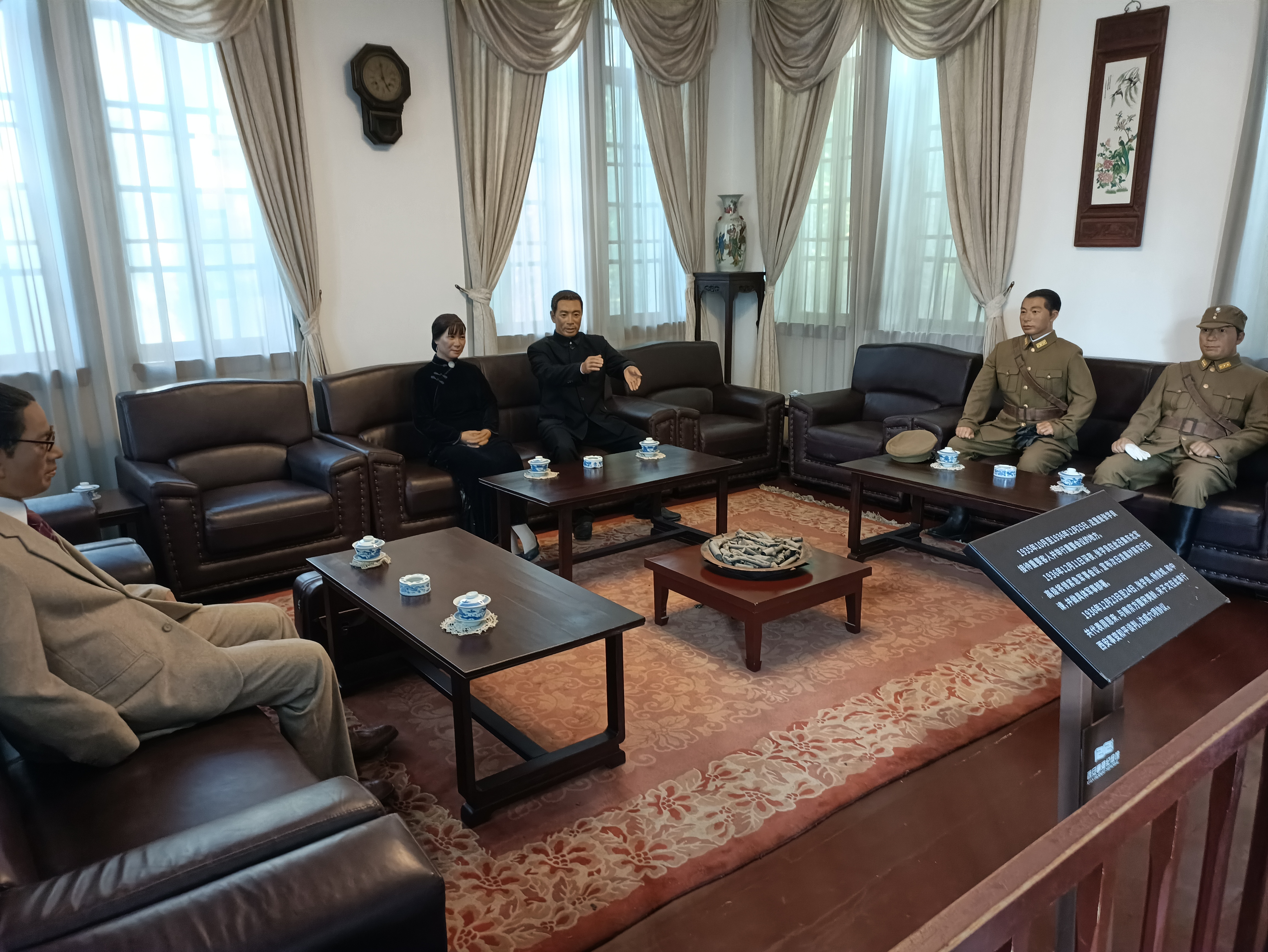
张学良公馆西二楼会议室，12月23至24日张学良、杨虎城与周恩来及宋美龄、宋子文谈判的场景还原

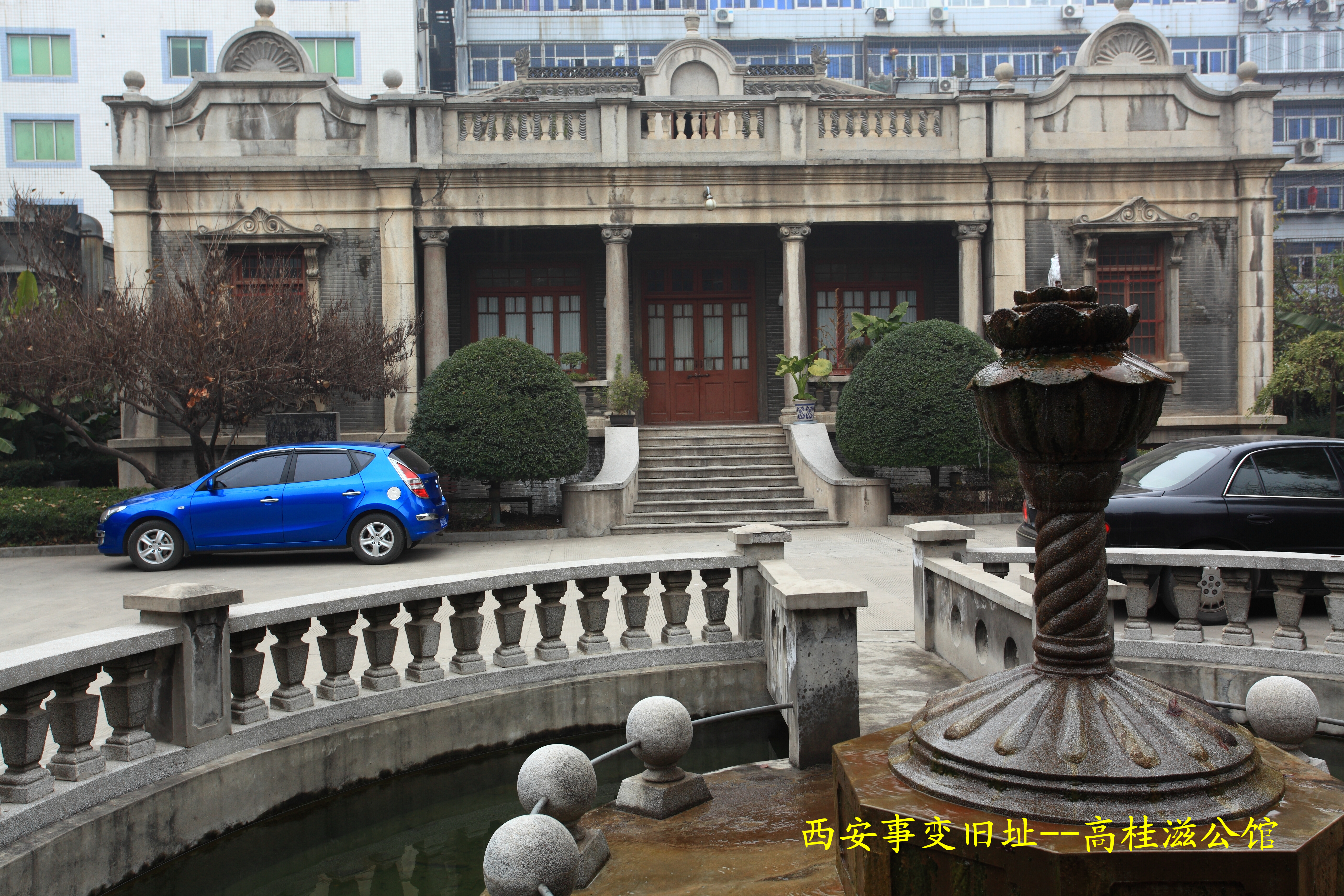
高桂滋公馆主楼，12月14日晚蒋介石居住于主楼东北侧的卧室

12月22日，宋美齡毅然離開南京，飛赴西安:219。宋子文、端纳與之同行:219。中途在洛陽停留:617。宋美齡深感一旦內戰爆發，不僅使日本乘機大舉入侵，也將威脅蔣之安全:71。宋美齡嚴令駐洛陽之國軍，在未接到蔣之命令時，空軍不得飛往西安，陸軍停止進攻西安:617。在飞机即將着陸時，宋美龄從手提包裡抽出一支左輪手枪，交给端纳，说：“如果叛军对我有任何不礼貌行动，你可用此枪立即将我枪杀”:250。走下飛机后，宋美龄冷淡而有禮貌地向张問好，然後轉向海關官員，命令他們不要检查行李，因為不能容忍弄皺方衣服:250。宋氏兄妹飛抵西安稍事休息後，便前往玄鳳橋高桂滋公館看望蔣關押在此:617。蔣突然見到宋美齡十分驚異，「愀然搖首，淚潸潸下」，蔣要求宋美齡等與張、楊談判時，不要「簽訂某種文件」:40。宋美齡向蔣通報南京情況，勸他珍惜生命，不宜輕言「殉國」，而要「為國家努力」:617。宋美齡会见张，批评张「性太急切，且易衝動」，行动「躁急」；张向她申明兵諫「動機確係純潔」，絕無「傷害委員長之意」，表明「不要錢，不要地盤」，唯一目的是要蔣答應抗日，至於簽不簽文件均可:617。宋美齡等此次到陝西，「尚未聞赤禍之威脅，有如外間所傳之甚。曾有人向我等申述，共黨無劫持委員長之意，且主張立即恢復其自由。」:42宋美齡見張態度誠懇，「深信其言之由衷」，承認其行動有異於「舊時軍閥」；她希望張早日結束事變，釋蔣離陝:617。張表示他個人「極願立即恢復委員長之自由，惟此事關係者甚眾，不得不徵求彼等之同意」；宋美齡催张速將其意轉告杨等，並說：凡願見她者，她均可見，「凡委員長不願見者，余皆願代見之」:617。當夜，張與楊等商談後告訴宋美齡：楊及其部將認為「所提之一切條件無一承諾，遽釋委員長，豈非益陷絕境？」:43同日，汪精衛在意大利熱那亞發表通電:608。
12月23日和12月24日，宋美齡兩次會見周:617。第一次長談，周首先説明中共沒有參加兵諫，主張和平解決西安事變，中共希望團結抗日，但蔣始終置不理，當前是改變政策之好機會，希望他們兄妹勸蔣先生；宋美齡説：既然中共有誠意，應該在政府領導下，共同努力；周回答：只要蔣先生同意抗日，中共擁護他為全國領袖；第二次談話，宋美齡明確表示贊成停止內戰，以政治方式解決內政問題，不要擅用武力:71。蔣指定宋氏兄妹作為代表與西安方面談判；他說，雙方商定條件，他以「領袖人格」擔保，回南京後分條逐步實施，但不簽署任何文件:618。宋子文與西安三方面商定談判程序，西安方面提出以「八項主張」為談判基礎，宋子文表示同意，並説，由他們兄妹作代表，商定之條件不簽書面協議；西安方面覺得只要大原則達成協議，不簽書面協議也可以:71-72。
12月23日上午，正式談判開始，地點在張公館中樓二層，由宋子文代表，西安方面由張、楊、周三人出席，談判一開始，先由周發言:72；周談到中共和紅軍六項主張：一、停止內戰，南京方面撤軍至潼關以東；二、改组南京政府，排逐亲日派，加入抗日分子；三、释放政治犯，保障民主权利；四、停止剿共，联合红军抗日，允許中共公開活動；五、召开各党各派各界各军救国会议；六、与同情抗日的国家合作:70-71；以上六項要蒋接受並保證實行，中共和紅軍贊助他統一中國，一致抗日；張、楊同意周提出之六項主張，並主張以它作為談判基礎；宋子文表示個人同意，並答應轉達蔣:72。下午，西安事變設計委員會由高崇民主持馬上會議，許多人提出，如果没有具體保證，不能只憑空口説白話就放走蒋；有人建議由閻錫山作保證人；個別激烈分子憤慨：「西安事變是大家提著腦袋幹的，想放就放，不行。現在蔣介石還在我們手心裡，不聽我們的話，乾脆先把他幹掉。」；會議沒有作出什麼決定，大家意見由高崇民去向張、楊滙報：張非常着急，生怕鬧出大亂；楊心情沉重，默不作聲；周很重視，趕緊找張，建議明天開會，向他們説服解釋:75。

### 和解
12月24日，宋美齡加入繼續談判，説：「我等皆為黃帝裔冑，斷不應自相殘殺，凡內政問題，都應在政治上求解決，不應動用武力。」；下午張、楊處理內部問題，委托周繼續與兩宋接觸；周要求和蔣見面，經宋子文轉達，約定當晚在蔣住處會面；晚上兩宋引導周到高桂滋公館會見蔣，宋子文説，蔣委員長這兩天病了，不能多談話:72-73。經中國共產黨代表團參加談判，蔣接受聯共抗日:472。蔣作三點表示：一、今後停止剿共，聯紅抗日，統一中國，受他指揮；二、由宋美齡、宋子文、張全權代表他與周解決一切；三、他回南京後，周可直接去談判:74。宋子文堅決請求西安方面信任他，表示他願意負責談判商定之各項內容，要求蔣、宋美齡在12月25日離開西安回南京；宋美齡也要求在聖誕節離開，「取個吉利」；張表示同意，並願意親自送蔣走；周同意條件，只是認為走以前還須有一個政治文件來表示，並不贊成蔣在12月25日就走和由張親自送去:74。下午2時，張在金家巷公館召集談話：「這次事變對蒋介石是個很大的打擊，我們現在不但要放走他，而且今後還要擁護他做领袖，還要和他共事，所以現在不能再為難他，要給他撑面子，使他恢復威信，今後好見人，好説話，好做事。我親自送他，就是這個意思。」:75-76東北軍和十七路軍高級將領連夜聯名寫信給宋子文，提出：「商定的問題必須有人簽字，並須首先將中央軍撤出潼關以東，才能讓蔣走，否則雖然張、楊兩將軍答應，我們也誓死反對。」；宋子文看此信大吃一驚，趕緊送給蔣、宋美齡，蔣、宋美齡馬上要求宋子文找張，並要宋子文親自去找楊懇求早放蔣走；宋子文馬上去找張、楊，保證蔣走後中央軍立即撤出潼關:76。
12月25日中午，宋子文去新城大樓懇求楊同意放蔣，楊仍堅持沒有保證條件不能放走蔣:621。張決心送蔣回南京，下午4時由張陪同蔣飛離西安:109。下午，張約楊來對他說：「現在不走不行啦！夜長夢多，不知道會出什麼亂子。我今天決心送蔣走。假如萬一我回不來，東北軍今後即完全歸你指揮。」:161楊一向尊重張，便慨然同張一起送蔣去機場:621。下午3時半，張拉楊陪着蔣夫婦及宋子文等悄悄離開住地:76；他們乘汽車從蔣住處出發，直奔西郊機場:621；因為怕部下知道會發生意外，行動非常秘密，連周也沒有通知:76。到機場後，下午4時，蔣對楊説：
我答應你們的條件，我以『領袖的人格』保證實現，你們放心，假如不能實現，你們可以不承認我是你們的領袖。我答應你們的條件，再重複一遍：
一、明令中央入關之部隊於二十五日起調出潼關，從本日起如再有內戰發生，當由我個人負責；
二、停止內戰，集中國力，一致對外；
三、改組政府，集中各方人才，容納抗日主張；
四、改變外交政策，實行聯合一切同情中國民族解放的國家；
五、釋放上海被捕領袖，即下令辦理；
六、西北各省軍政，統由張、楊二將軍負其全責。

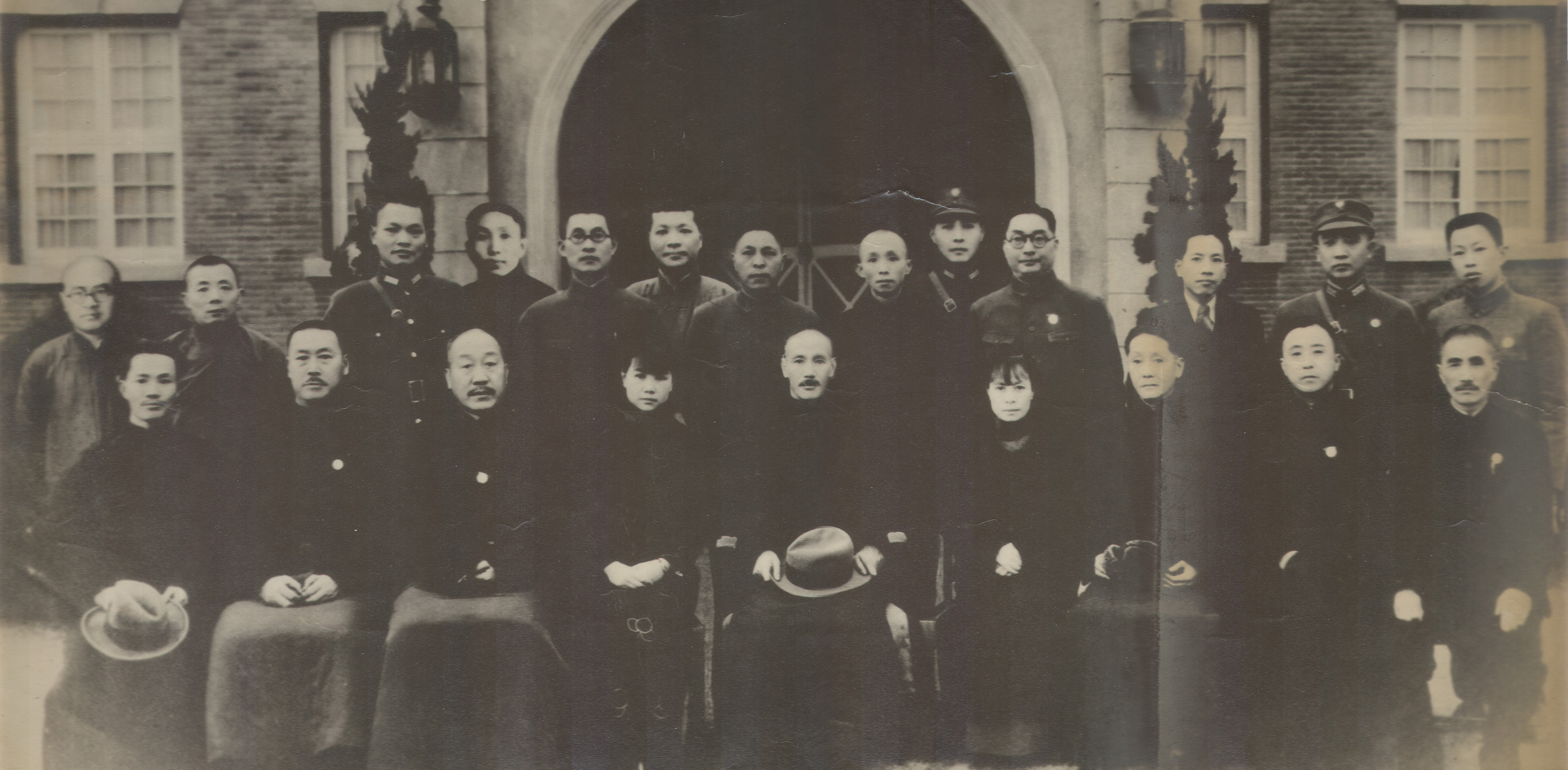
蒋获释后在南京和国民党要员的合影

蔣重申六項諾言以後，即登上飛機；張表示願陪蔣回南京，他在飛機旁寫手令，大意是：余去南京期間，東北軍歸于學忠統率，聽從楊虎城副主任委員指揮:76-77。蔣飛抵洛陽後，首先逼令張打電報給楊，釋放陳誠、衛立煌等；楊不願給張造成困難，晚上在新城大樓為陳誠等人餞行，第二天就放他們回南京:77-78。
12月26日下午，蔣座機到南京機場，中國國民黨大員蜂擁前來迎接；隨後張飛機降落，張遂即失去自由:77-78。國民政府主席林森以及20萬南京市民迎接蔣:219。張抵達南京，表示願受國法之制裁:109。張表示：「我自己做的事自己負責，我送蔣先生回南京是請罪，後事我都預備好了，我是準備被處死刑的。但蔣先生很寬厚，飛機到洛陽，委員長叫我不要下飛機，他一直在保護我。」:17
蔣回到南京時，市民歡聲雷動，在街頭互相傳達這一消息，甚至鞭炮聲也響個不停:31。

## 各方反应

### 中国共产党
中國共產黨沒有策劃與發動西安事變，事變發生後擁護及支持張、楊之行動:603。中國共產黨事變發生後最初主張杀蒋，在斯大林极力反对下，轉向和平解决事变。
周、張聞天、博古、朱德、張國燾（他兩人2日才到保安的）等中央領導同志整日都在毛澤東石窯洞裏開會，商量處理西安事變方針政策；毛親自起草中央軍委致紅軍各軍團電報，告知蔣已在西安被張、楊扣留，各軍加緊準備，待命行動；周起草中共中央致張電，建議以可靠部隊守衛蔣，以防意外；應全力團結好東北軍和十七路軍；紅軍即南下向東北軍、十七路軍靠近，以應付各種事變；周又起草毛、周給張、楊覆電：「恩來擬到西安面商大計。」:6112月13日，張對東北軍和楊部感到失望，渴望能另外找到助力幫他出謀劃策；他曾電請周到西安，共商對策:15。
中國共產黨中央根據國內外形勢，確定和平解決事變，並協調西安和南京和解:603。中共中央連續向共產國際書記處報告西安事變的真相和我黨採取和平解決、逼蔣抗日的方針；同時打電報給北方局胡服（劉少奇）、上海分局允生（馮雪峰）、潘漢年和西安等地黨組織，指示他們宣傳黨和平解決西安事變，動員各界響應張、楊八項主張:62。事變最初數天，中國共產黨中央有決策人在對蔣問題上產生搖擺和動搖:603。劉少奇後來說：「在西安事變中我們雖然執行了正確的政策，但發生很大的動搖，在政治上引起了極大的紛亂和與群眾對我們的誤解。」:152
12月12日，中國共產黨中央書記處致電主持中國共產黨北方局工作之劉少奇，提出中國共產黨「擁護張、楊之革命運動」；黨面臨之任務是把蔣與國民政府分開，爭取南京及各地政權中之抗日派；穩定CC派、黃埔派，推動歐美派及元老派；揭發蔣對外投降、對內鎮壓民眾與強迫其部下堅持內戰之罪狀，號召人民要求南京罷免蔣，交人民審判:603。毛澤東、周復電張，提議「蔣介石必須押在兄自己的衛隊營裡，切須嚴防其收買署員，尤不可將其交其他部隊，緊急時誅之為上」:5301。
12月13日，中國共產黨中央在保安召開政治局擴大會議，集中討論西安事變問題:604。紅軍駐西安聯絡處成立:5304。據毛澤東自述：他們一開始懷疑是由電報生弄錯了，可是同天又接連收到3、4封類似電報，於是不能不信了:96。中央軍委主席毛澤東，負責對中國國民黨統戰，說：西安事變具有革命意義:604。下午4時，中共中央在保安紅軍大學附近草坪上召開300餘人活動份子會議，毛澤東對西安事變作出報告，強調：「西安事變是中共抗日統一戰線策略成功的重大表現；他重申必須把蔣介石押解至保安，交由全民公審，以償還十年血債。」:17012月13日，中共中央召開政治局會議，毛澤東發言說：根據情況的變化，有可能逼迫蔣介石與我們聯合，我們的原則是在抗日目標下逼蔣抗日；周發言中，分析了南京政府各種力量之間的矛盾，提出要努力爭取馮玉祥及孫科、宋子文、孔祥熙等，孤立何等親日派，黨應準備走上政治舞台，要開展抗日統一戰線工作和群眾運動，同時要注意地下黨的艱苦工作；張聞天説，我們不採取與南京對立之方針，主張盡量爭取南京正統，聯合非蔣系隊伍，在軍事上採取防禦，政治上採取進攻；會議肯定西安事變是革命的，推動抗日的；決定採取不與南京對立的方針，不組織與南京對立的政權，力爭和平解決西安事變，逼蔣抗日；中央決定派周、博古、葉劍英組成代表團去西安工作，電告張派飛機到膚施來接，並派李克農、羅瑞卿和杜理卿（許建國）等分批去西安工作:61-62。
12月14日，毛、朱、周致電張、楊，表示堅決贊成他們領導事變，建議立即組成西北抗日援綏聯軍:62。
12月15日，紅軍領導人毛、朱、周等致電南京中國國民黨中央及國民政府，呼籲國共合作，“化敌为友，共赴國仇”，籲南京当局“自别于蒋氏”、“自别于亲日派”，“接受张、杨二氏主张，停止正在发动之内战，罢免蒋氏，交付国人裁判，联合各党、各派、各界、各军，组织统一战线政府……开放言论自由，启封爱国刊物，释放爱国人犯，举内战之全军，立即开赴晋绥，抗御日寇”，表示“若是，则鄙人等虽不敏，愿率人民红军二十万众，与贵党军队联袂偕行，共赴民族革命之战场”:5306。張派出的飛機，在保安機場因受地形所限，不能降落而折返，周等延至12月15日纔離開保安:169；12月16日，周一行到達膚施（延安）城外:614。
12月16日，共產國際發電報，因電碼錯亂無法譯出，中共中央要求重發；12月20日，中共中央收到共產國際重發由季米特洛夫簽發之覆電:62。
共產國際主張和平解決西安事變之方針與中共中央基本上一致，但中共中央之方針是國際來電以前就定:62。12月17日，周等到西安:614。周偕羅瑞卿、博古、叶剑英等九人抵達西安，當晚周與張會談:5309。中国共产党派出周参与斡旋:221。周到西安時，並不知道共產國際有電報，他根據中共中央指示精神先後與張、楊談話，三方就一致同意採取和平解決方針:62。應張之邀請，周率李克農、羅瑞卿、張子華等人以紅軍代表團名義到達西安，共商事變解決大計。中國共產黨原執意殺蔣，得到斯大林指示：堅決要求釋放蒋。經過內部爭辯後，中共最後决定服从斯大林的指示:33-34。
12月18日下午，周會見楊:616。是日，中國共產黨中央關於西安事變致中國國民黨中央電報：「蔣介石在此次被幽，完全是因為蔣氏在不肯接受抗日主張，不肯放棄攘外必須安內的錯誤政策所致。……」:6212月19日，中共中央召開政治局擴大會議，張聞天主持，毛澤東作報告，會議經過討論正式確立和平解決西安事變之方針，會議通過公開發表之《中華蘇維埃中央政府及中共中央對西安事變通電》及黨內發布之《中央關於西安事變及我們的任務的指示》:5312。
12月21日，中共中央書記處為和平解決西安事變電示周，周接電後即根據中共中央建議同張、楊具體磋商:5314-5315。
12月25日，張陪同蔣離開住地，衛隊營營長孫銘九才得到衛士們報告，說副司令和楊主任也同蔣到飛機場去；孫連忙報告周，周大為驚愕，立即和孫乘車趕往機場，想勸阻張不要親自送蔣去南京，可是為時已晚，飛機已騰空而起:67。
1937年2月6日，周等中共人員退出張公館，搬進七賢莊紅軍招待所，留機要科長童小鵬主持紅軍聯絡處:5359。

### 苏联

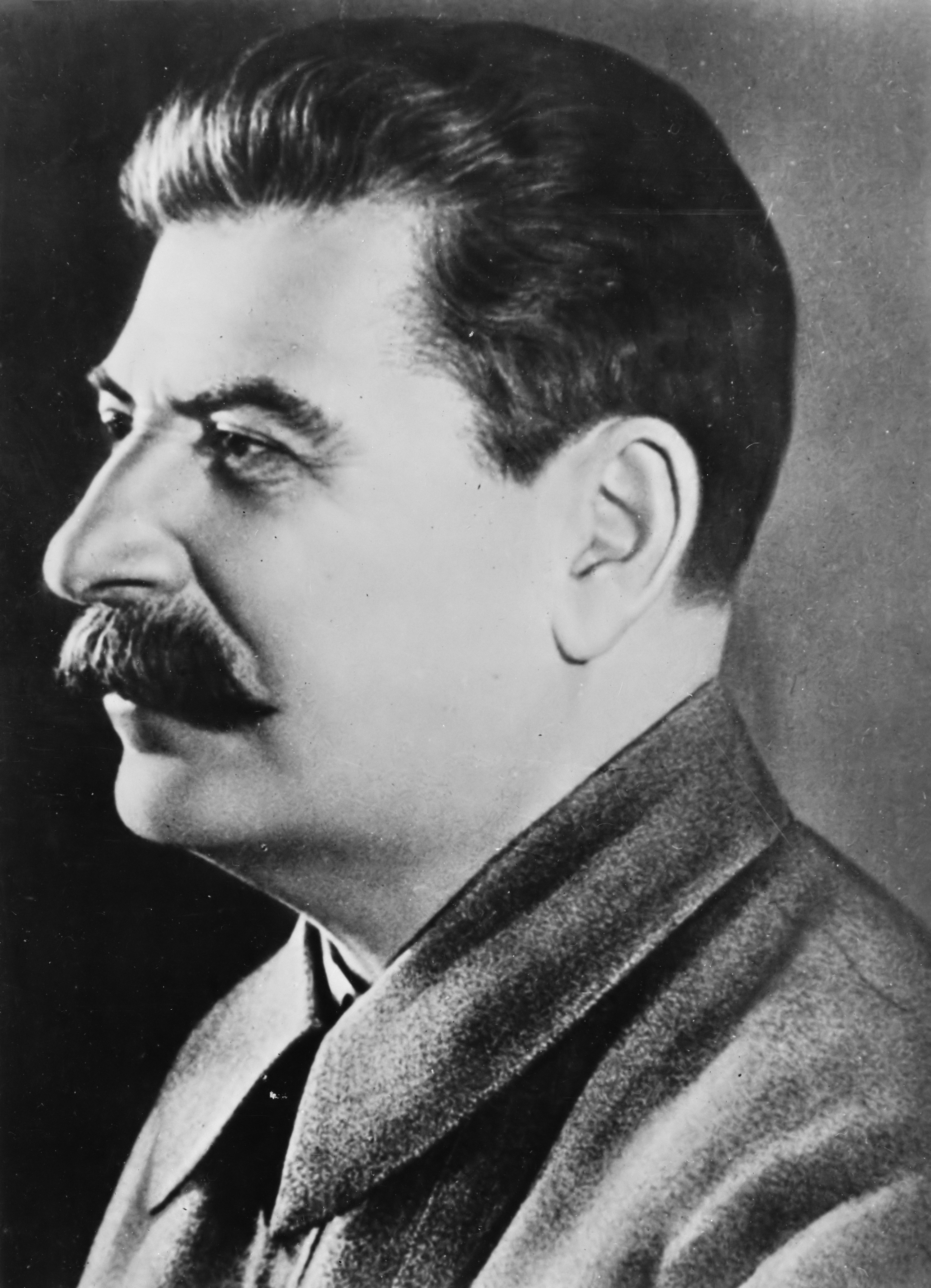
苏共中央总书记斯大林公开支持蒋介石，称西安事变破坏抗日力量之团结，「不獨為南京政府之危險，抑且威脅全中國」

當時代表共產國際的蘇共領導人季米特洛夫的日記有這樣的記載：「張學良的行動，不論他的意圖如何，客觀上只能損害把中國人民的力量團結在抗日統一戰線中，並會鼓勵日本對中國的侵略。」:186-187。12月13日，駐蘇大使蔣廷黻拜訪蘇聯外交人民委員李維諾夫，要求蘇聯出面協助釋蔣:5303。12月14日，經第三國際指示中共釋放蔣:186-187。蘇聯共產黨中央機關報《真理報》發表題為《在中國發生的事件》的社論，說張是「利用抗日運動進行投機」:609。同時蘇聯《消息報》公開支持蔣:71。12月14日，蘇聯政府機關報《消息報》就西安事變發表社論，稱張之行動足以破壞中國抗日力量之團結，這次事變「不獨為南京政府之危險，抑且威脅全中國」，希望中國用和平方式解決:5305。
12月17日，蘇聯外交人民委員針對日方及中國親日派大肆宣傳西安事變為蘇聯與中共「陰謀發動」之結果，正式聲明西安事變與蘇聯無關:5305。12月19日，駐華蘇大使館臨時代辦司皮禮瓦尼克在南京會見外交長張群，鄭重說明，蘇聯政府不但與西安事變始終無任何聯絡，且與中國共產黨無任何聯絡，因此對中國共產黨之行動不負任何責任:5313。

### 日本
12月13日，日本報紙率先披露蔣遭監禁的訊息:186-187。晚上，日本外務省召集堀內次官、桑島東亞局長、東鄉歐亞局長及天羽情報部長等討論西安事變，決定如下：「關於張學良之叛變，日政府不僅須等待正確之消息，且亦不應採取中國亂事而為日本圖謀或易滋誤之任何行動，故日本目前應止於靜觀事態之演變，而避免積極行為。」:5303-5304
日本十分關注西安事變後之中國形勢，連日開會研究對策，支持何進軍西安:69。12月14日，日本軍部駐上海代表向南京國民政府表示：對張「非力加討伐不可，倘南京政府趨向妥協，日本斷難漠視」:5306。日本陸軍省制定《西安事變後對華時局對策案》:611。日本還説西安事變是受蘇聯指使:69。12月15日，駐南京日本總領事須磨到外交部訪張群，代表川樾探問西安事變情況，聲明如南京政府執行所謂八項主張，則日本將「不惜採取斷然手段」:5307。
12月17日，日本首相、外相、海相舉行會議，認為對西安事變有必要採取「注視等待的態度」:5310。日本增派海軍陸戰隊前往上海、漢口:611。日本希望中國打內戰，以便坐得漁人之利:69。
12月19日，日本外務大臣有田在東京約見中國駐日大使許世英:611。有田還公開表示：「中央政府如在抗日容共條件下與張學良妥協，日本決強硬反對。」:69為支持何「討逆」，通電關東軍停止對綏遠軍事行動，關東軍聲明要求國民政府實行「反共防共」，日本將「不惜給予援助」，日本外相召見駐日本大使許世英表示日本政府不能坐視南京與張、楊妥協:5310。英國駐東京大使克萊夫在發給倫敦外交電報中描述日本立場：日本採取觀望態度，同時幾乎毫不掩飾得意心情，覺得世人現在一定已經認識到，正像日本人一向知道，中國人是不可救藥:208。12月21日，駐日使川樾奉命外交部長張群提出上述同樣警告，並聲明張學良所提八項主張，在「思想上和日本為東亞大局着眼的根本方針，恰正相反」:5310-5311。

### 英國
12月14日，上海《字林西報》著文主張和平解決中國政局，強硬對日，謂：「照我們的看法，南京在解決西南事件的時候，已採取新的堅決的立場……開始對於日本所提要求加以拒絕。」:5306
12月17日，英國外交大臣艾登建議：由西方國家以保證張學良等安全離開中國為條件，釋放蔣:610。
12月29日，《字林西報》發表社論，公開贊同國共合作，謂：「只要南京能夠充份保持他的最高權力，他便不妨在政策上同共產黨採取某種形式的聯合。」:5306

### 美國
12月14日，美國代理國務穆爾對西安事變發表聲明，宣稱美國政府在盡力獲行關於西安事件之詳情，美國對遠東仍繼續遵循其不干涉他國事務之政策:5306。

## 影响
事變中，共約800至1000人遇害，包括中央委員邵元沖及侍衛長蔣孝先、秘書蕭乃華、憲兵團長楊震亞、綏署軍需處長王式輝、參議楊陟岡、衛士隊長高凤梧、監印官柳長庚、副官蔣國卿、特務周元之、公安局保安隊長劉惠祥、騎兵團長蔡仲以及一些平民:59。1937年1月1日，中國國民黨中央宣傳部發表告同胞、同志書稱，經過西安事變，「實足以證明吾國家之統一基礎，確已穩固；全民族之集體力量，確已形成；吾全國同胞對於國事之關懷及對於本黨領袖之擁護，亦已為世界所共認」:5327。
中國共產黨在西安事變後樂觀認為：「目前只要三方面團結，真正的硬一下，使中央軍不敢猛進，有可能釋放張學良，完成西北半獨立之局面。」:371937年1月1日，中共中央軍委主席團發出指示稱，西安事變和平解決，紅軍及地方部隊應停止向中央軍及馬鴻逵軍之進攻，並請國軍亦勿再有攻擊行動:5327。
美國作家、《法蘭克福報》記者艾格尼絲·史沫特萊在《中國的戰歌》中記述：「對中國的未來起危害作用的消息紛紛傳來了。第一個消息是有關汪精衛的報道。前任國民政府主汪精衛自從遇刺受傷後即僑居德國養病。他聽到西安事變的消息，立即趕赴柏林和希特勒開黑會，然後乘專機回國，醉翁之意顯然是要上台執政。日本侵華司令長官也在華北召開黑會，對南京國民政府提出警告，聲稱必須粉碎西北軍隊結成聯合陣線。」:198
在西安事变中，蔣因跳牆跌落而造成胸椎损傷。事變結束後，他到杭州西湖別墅休養:54。淞滬會戰之增援部隊多受到內亂剿共牽制，渡江困難、步行途中，而無法限期支援上海，錯失時機:86-89，114-125，312-317。

### 东北军整编
1937年1月1日，蔣決定以「政治為主、軍事為從」，處理陝甘軍政善後問題:332。同日，西安各界10餘萬人舉行慶祝大會，楊主持閲兵式，聲言決與紅軍「聯合起來，為抗日救亡而奮鬥」:5327-5328。連日來，周和博古、葉劍英等研究對策，同楊等東北軍和十七路軍的高級將領協商，由楊領銜於1月5日發出電報，抗議蔣扣留張和準備重新挑起內戰；他還在報中共中央批准後，電調一部分紅軍主力開進關中:78。
1月2日，蔣自南京飛抵奉化休養:332。張聞天、毛澤東電周、秦邦憲，指出「目前全局重心，在鞏固張、楊兩團結於紅軍周圍、以對抗親日派、推動時局轉向有利方面」；中共中央軍委令紅軍各部在駐集合待命，隨時配合友軍抵御對方進攻，野戰軍從明天起秘密向栒邑、淳化兩縣集中:5328。
蔣脫險後，認為「內亂癥結仍在共黨」，決心不准張再回西北，並從行政上取消三位一體的依據，1937年1月5日，國民政府令西安綏靖公署主任楊、甘肅省政府主席兼第五十一軍軍長于學忠撤職留任；特派顧祝同為軍事委員會委員長西安行營主任:332。中共中央批准防禦中央軍進攻作戰綱領方案，命紅軍第十五軍團集結西安西南地區待命；張聞天與毛澤東電在上海之潘漢年，要其與宋子文接洽，促使宋子文履行在西安應允之「停戰撤兵」等六項條件:5329-5330。孫蔚如調集五路大軍共37個師向西安推進，企圖壓迫西安方面屈服:78。

#### 「二二」事件
蒋回南京扣留张，激怒西安方面:626。1937年2月1日，張函勸所部遵照中央命令撤防:5355。2月2日上午，东北军元少壮派应德田、苗剑秋、孙铭九等少數人派衛隊團連長于文俊率部衝入王宅，杀害臥病在床之东北军元老派第六十七軍军长王以哲、西北总部参谋处处长徐方、副处长宋学礼和交通处长蒋斌等人:632。而當天楊的西北軍在西安實施戒嚴，關閉城門，隔斷了城內外東北軍的交通。周隨後到新城和楊商議:5356。血案发生后，王以哲的至交第一〇五师师长刘多荃將于文俊殺害，祭奠王以哲:632。未參與「二二」事件之旅长高福源也被刘多荃下令槍殺:632。
「二二」事件還使東北軍放棄甲案，接受乙案，全體東開，導致三位一體瓦解:633。
2月5日，于學忠、何柱國、繆澂流、劉多荃4軍長在高陵共議，決定東北軍開出潼關；同日，東北軍撤出西安:5358。東北軍接受東調豫皖地區:633。2月7日，西安事變和平解決，隴海鐵路潼關至西安間通車:5359。2月8日，中央軍第三十六師師長宋希濂率部和平進入西安，軍事委員會委員長西安行營主任兼第一集團軍總司令顧祝同進入西安:5359。2月下旬，中央軍東開，撤出潼關:5375。
1937年3月3日，國民政府令東北軍除騎兵軍仍留陝西、甘肅外，全部東調，分駐於河南南部、安徽北部、江蘇北部地區，不相統屬；蔣派陳誠改編東北軍，各軍由4個師改為2個師制，每師2旅4團:5377。3月8日，周、葉劍英與顧祝同、賀衷寒、張沖會談，雙方意見大體一致，由周寫成提案，送蔣最後決定，主要為：一、中國共產黨承認服從三民主義及中國國民黨之領導地位，徹底取消暴動政策及沒收地主土地政策，停止赤化運動，國民政府分批釋放獄中之中共黨員，容許中國共產黨在適當時期內公開；二、取消蘇維埃政府及蘇維埃制度，目前紅軍駐在地區改為陝甘寧行政區，執行國民政府統一法令及民選制度，其行政人員由民選產生，經國民政府任命，經費由行政院與陝西省政府撥款；三、取消紅軍，改編為國民革命軍，服從國民政府軍事委員會及委員長蔣介石統一指揮，其編制人員、給養及補充與中央軍同等待遇，各級官員自行推選呈報軍事委員會任命，政訓工作由軍事委員會派員聯絡，紅軍中之最精壯者改編為3個國防師，計6個旅12個團，另有直屬之工、炮、通信、輜重等部隊，在3個國防師上設置某路軍總指揮部，紅軍地方部隊改編為地方民團或保安隊，紅軍學校辦完本學期後結束；此外，令馬步芳、馬步青部停止在河西走廊對紅軍西路軍進攻:5380-5381。3月19日，中央軍開入蘭州:5387。5月7日，國民政府明令裁撤西安綏靖公署:5421。
4月23日，于學忠率部第五十一抵達安徽:5410。4月27日，行政院決議，任命于學忠為江蘇綏靖主任，賀耀組代理甘肅省政府主席，何柱國為軍事委員會委員長西安行營副主任，王樹常為豫皖綏靖立任；以劉峙為豫皖蘇軍事整理委員會委員，負表整理10萬東北軍，會址設開封:5412。
5月15日，軍事委員會對東北軍整理辦法全部商定，東北軍5個軍軍制仍舊，限7月1日前改編完畢，由中央直接發薪餉；防地仍照中央原指地點，暫無變更；原西北剿匪總司令部人員與編餘軍官盡量安插，不使一人失業:5425。5月19日，東北軍東調安徽、江蘇整理方案在南京決定，劉峙、王樹常返回開封:5427。

### 杨虎城被殺害

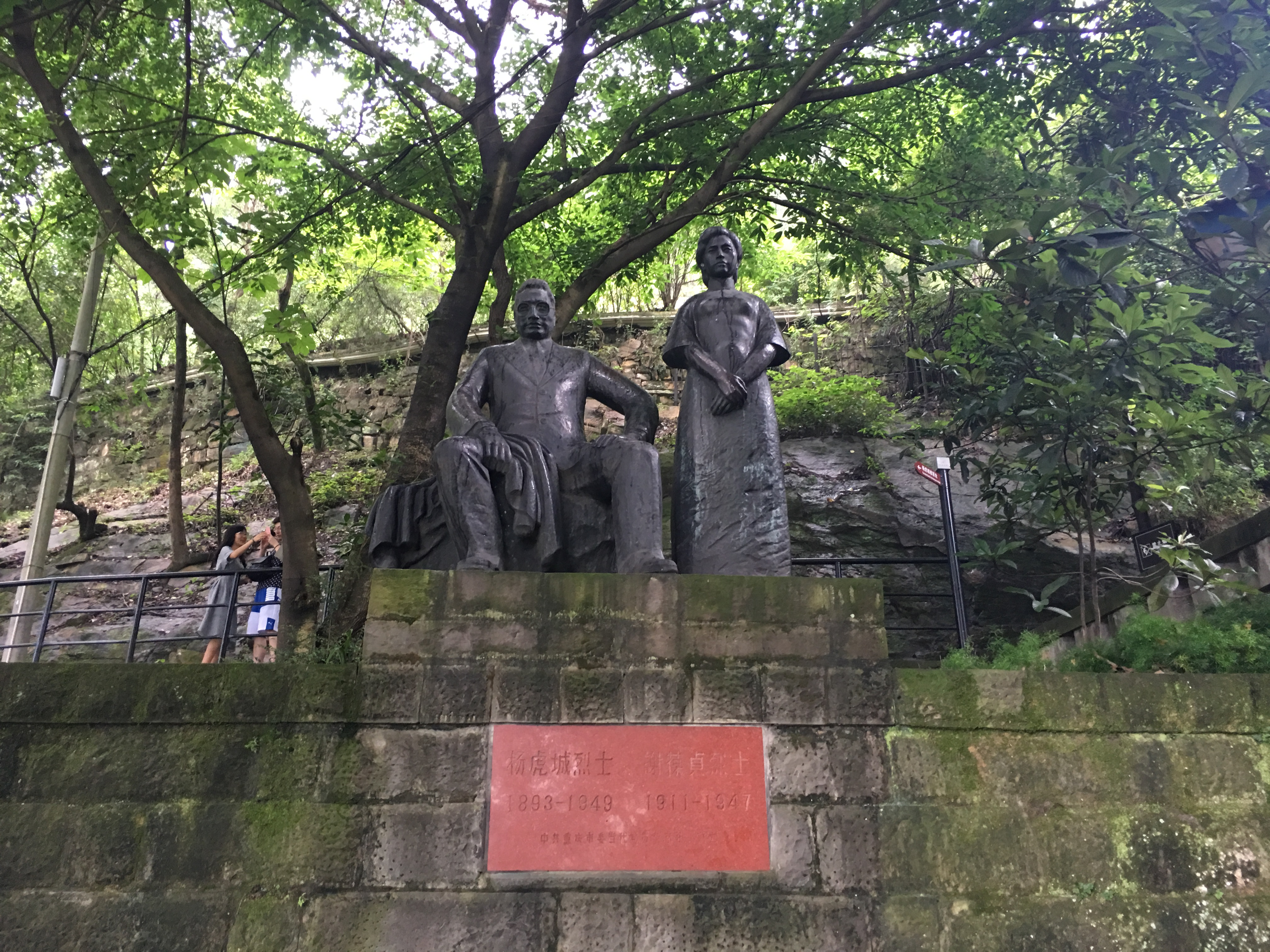
位於重慶歌樂山的楊虎城遇害處及紀念像

1937年3月29日，蔣當面逼杨辭職出洋，楊被迫於4月27日提出辭呈，4月30日獲准，6月29日出國「考察」:633。後來楊回國，剛踏上國土即遭逮捕，長期被關押:633。
1949年，蔣離開中國大陸前夕，楊被殺害於重慶:633。楊及其一子一女，楊秘書宋綺雲夫婦及其子（宋振中）在重慶中美合作所被殺害:9004。

### 张学良被軟禁
1936年12月30日，军事法庭审判張，判決如下：「張學良首謀夥黨，對於上官暴行脅迫，判處有期徒刑十年，褫奪公權五年」:83。据宋子文日記记载，宋子文對蔣說：「如果你把張學良槍斃了，我就把你的事情都抖出來。」:151937年1月2日，张学良在日記中写到：「余魯莽孟浪，國難家仇，不知何日可雪？天下無事，只怕不誠求。余深信余有見我故土之日。子文來一函慰我。」:441月4日，蔣向國民政府呈請張「應得罪刑予以特赦，並責令戴罪圖動，努力自贖」。1月4日，林森主持召開第二十二次國民政府委員會會議，決定對張特赦，發佈命令：「張學良所處十年有期徒刑，特予赦免，仍交軍事委員會嚴加管束。」「管束」令宣告張從此失去自由，過著被幽禁之生活:624。從此張遭到長達數十年軟禁:78。張和趙四小姐於1946年11月2日從中國大陸轉送至台灣新竹縣竹東鎮五峰鄉井上溫泉（後改名清泉）軟禁，1957年10月遷至高雄西子灣，1960年再搬到北投安全局招待所，一年後遷入自建之房子:19。

## 评价

### 中國国民党方面评价
蒋介石在《西安半月記》稱：此次事變，為我國民革命過程中一大頓挫。八年剿匪之功，預計將於兩星期至一個月可竟全力者，幾全毀於一旦。而西北國防交通、經濟建設，竭國家社會數年之心力，經營敷設，粗有規模，經此叛亂，損失難計。欲使地方秩序，經濟信用恢復舊觀，又決非咄嗟可辦。質言之：建國程度，至少要後退三年。可痛之至！蔣堅決相信，造成中國共產黨坐大、神州沉淪之導火線就是西安事變:16。
徐永昌：其（張學良）為幼稚的大學生主張:430。

### 中國共产党方面评价
周恩來：「歷史應該公斷，西安事變是蔣介石自己逼成的。」:266
江泽民在西安事变六十周年纪念大会上指出“西安事变的发生及和平解决，结束了十年内战，促成了第二次国共合作，推动了中国从长期内战到全面抗日的重要历史转折。正如周恩来同志所说的，张、杨两将军的义举‘有大功于抗战事业’，是中华民族的‘千古功臣’。”

### 张学良自我评价
1956年12月24日，蔣叫劉乙光帶一本《解決共產主義思想與方法》給張，劉說這是蔣親手寫給他，張說：「接受之下，不覺淚下。」:50-51
1958年11月23日，蔣與張在台灣桃園大溪會面，蔣臨走前說：「西安事變對國家的損失太大了！」張在日記中留下：「我聞之，甚為難過，低頭不能仰視。」:16
張在此期间受訪時曾表達：「在二十五年前，我對共產黨還沒有正確的認識，在全國要求抗日之時，我認為共產黨也是中國人……我以為在抗日過程中，也可以和共產黨相處，抗日勝利後，大家也可以合作共同建國。誰知，後來共產黨是偽裝抗日，而藉抗日擴大自己的力量……於民國三十八年和平談判時竟然提出駭人聽聞令人不能容忍的條件，真是令我失望之至。
……共產黨欺騙了全中國人民和各方面，我就是被他們欺騙中的一人，我這口悶氣積在心裡，實在痛苦萬分。為了給禍國殃民罪大惡極的罪魁和騙子打擊，如果有機會的話，我願貢獻一切，甚至我的生命！」:159
1990年6月1日，张90岁生日晚宴里（台北圓山飯店12樓崑崙廳），中国国民党多位重要大员，带着当时国民党主席李登辉的贺信，前去给张贺寿，张在宴会的致词里，效法使徒保羅，對在場採訪的記者說：「古人說虛度，我真是虚度了90，对国家社会人民毫无建树，正如圣经上所讲，保罗所说的‘我是罪人中的罪魁’，我张学良自己感觉是万分的惭愧，我张学良何德，能够蒙诸位亲友的贺寿，我有什么寿阿……」:450
張在口述歷史中，亦承認周說他是共產黨之「救命恩人」:16。
1992年，张对唐德刚说：“至于你们问我，为什么会有西安事变，我只能这么说，我相信中国一定要统一，要枪口对外，不要再打内战了。这是我的一贯信仰，从东北易帜到西安事变都如此，谈不上什么后悔不后悔。”:1194。張在口述歷史中說：「蔣先生討厭我極了，所以來生不能讓我自由的原因，我是主張抗日，如我要自由，那抗日的功勞都是我的。換句話說，我是他的一個大敵手，政治上的大敵手。」:151995年，張95歲生日時説：“回憶近一個世紀的人生歷程，我對1936年發動的事變無悔，如果再走一遍人生路，還會做西安事變之事。”:1142

### 其他方面评价
當時德國駐華大使墨爾認為，西安事變是東亞局勢發展的轉折點，第二次世界大戰的對峙形勢於此時已初具雛型:173。
唐德剛認為，張激於對國難家仇之義憤發動事變:397。他反對內戰，主張槍口向外:397。楊建議發動事變；張主動而為，至騎虎難下，「問計無人」時，周變成「謀主」，無可爭論:397。
金德曼：「切勿把這幾天的事件予以過高評價，依蔣中正與毛澤東的說詞，在數月之前，國共雙方已進行談判停戰及聯合抗日的問題（指潘漢年）」:157-159。
畢萬聞認為，蔣、張所以如此「對立」，不僅是某些群體或黨派推動結果，更有其深刻社會原因:61。蔣、張個性皆聰明有主見，不是誰都能利用到他們:61。張是西安事變主導者，這結論不能否認:61。
美國新聞記者兼作家、美國共產黨白修德（奧西多·懷特）與賈安娜（安娜麗·賈科比），在《中國的驚雷》中認為：「關於蔣被扣期間實際發生的事情以及和共產黨人會面的情形，從沒有人入過充分的記載，可是其結果竟像閃電一樣，內戰突然結束了。……消息傳到日本人耳中，好像半夜裡的警報。自從中國的國民革命時起，日本一直擔憂着兩個前途：一是中國團結，二是共產主義席捲中國。日本也懼怕共產主義。它自己的帝國以貧瘠多山的島嶼為基礎，除了人力以外，各種物資都很稀少。它的武裝力量依靠平民和軍人的不用腦筋的服從，任何要他們動動腦筯的制度，都是威脅日本的。因此，不管蔣或共產主義在中國得勝，日本的大陸部曾經常從北方進迫，參與軍閥政治，用千千萬萬的特務人員來毒化中國。蔣和中共的新的妥協，表明如今中國不僅可能團結，而且團結的中國可能容忍並寬恕共產主義。」:189-190
歷史學者兼政治傳記作家、《蔣介石傳》作者布賴恩·克羅澤認為，蔣最大的判斷錯誤是1931年日本入侵時制定的政策，給中國知識份子和軍閥明顯不準備抗日的印象，他只想使中國人打中國人；因此，張才在1936年把蔣押在西安:5。
1937年1月，蔣在溪口撰寫《西安半月記》稱：「此次事變，為我國民革命過程中一大頓措。八年剿匪之功，預計將於二星期（至多一個月）可竟全功者，幾全隳於一旦。而西北國防交通、經濟建設，竭國家社會數年之心力，經營敷設，粗有規模；經此變亂，損失難計。欲使地方秩序、經濟信用恢復舊觀，又決非咄嗟可辦。質言之：建國進程，至少要後退三年。可痛至此！」:167-168
西安事變爆發時，整訓軍隊不夠三分之一，大部分向德國訂購之軍事設備尚未運回，库存只有不足三分之一、可供半年作战的糧草、彈藥。西安事變前，蔣計畫訓練三十六個師，希望以此作為抗日基本力量。西安事變使整套計畫受到破壞，一切國防计划、經濟建設等因此而延緩或停頓，使日本人提前全面侵略中國。
黄仁宇在他的书中感叹说：“蔣介石先生領導下之八年抗戰在世界歷史裡罕見突出，以前曾未有以一个农村社会作基幹，不具備实质上之统一，衣食未周的国家打败一个工商業先进国家之先例。”:219
“战事既开之后，中国即感到航空汽油及滑潤油亦待從外输入，空投炸弹亦不能自製的窘迫。甚至一架飞机缺乏合適之轮胎即不能起飞。……淞沪战役历时十週，损耗了八十五个师的兵力，整个防线暴露在敵海军炮射程内，傷亡官兵三十三萬餘人，可算既英勇又愚拙，亦即是以上決心的表現。……徐州战役后中国只能以黄河决堤长沙大火的辦法迟滞日军。……”:220-223

## 研究書目
- 蒋介石：《西安半月記》
- 中国社会科学院现代史硏究室 (编). . 1980年.
- 傅虹霖 著，王海晨 等 譯. . 台北: 時報文化出版企業有限公司. 1989年.
- 唐德剛.  第一版. 台灣: 傳記文學出版社. 1991年12月31日.
- 张魁堂. . 桂林: 广西师范大学出版社. 1994年. ISBN 9787563319565.
- 杨奎松. . 太原: 山西人民出版社. 2012年. ISBN 9787203075936.
- 杨奎松：《论张学良与西安事变之解决》，华东师范大学网
- 何扬鸣：《西安事变时期国际舆论新论》（页面存档备份，存于），《浙江大学学报》，2008年5月